# Jacques Loiseau
Vous pouvez aider à l'améliorer ou bien discuter des problèmes sur sa page de discussion.
- Il ne s’appuie pas, ou pas assez, sur des sources secondaires ou tertiaires. (Marqué depuis février 2023)
- Son texte doit être wikifié : il ne correspond pas à la mise en forme Wikipédia (style, typographie, liens internes, liens entre les wikis, etc.). (Marqué depuis février 2023)
- Il n’est pas rédigé dans un style encyclopédique. (Marqué depuis février 2023)

- Archive Wikiwix
- Bing
- Cairn
- DuckDuckGo
- E. Universalis
- Gallica
- Google
- G. Books
- G. News
- G. Scholar
- Persée
- Qwant
- (zh) Baidu
- (ru) Yandex
- (wd) trouver des œuvres sur Wikidata

Pour les articles homonymes, voir Loiseau.
Jacques Loiseau, né le 11 octobre 1920 à Cérilly et mort le 23 janvier 2010 à Aix-en-Provence, est un peintre français, renommé pour ses marines, ses natures mortes et ses paysages provençaux. 
Ingénieur puis dirigeant d'entreprise, il peint épisodiquement pendant sa période d'activité professionnelle. 
Il prend sa retraite en 1986 à Aix-en-Provence, où il s'installe avec son épouse Claudie. 
En 1989, celle-ci tombe malade, il lui consacre tout son temps, écrit un livre pour partager cet engagement. 
Il reprend son activité de peintre, inspiré par la Provence, et trouve son style. 
Il peindra plus de mille tableaux entre 1992 et 2008.

## Biographie
Il est le fils d'un couple d'instituteurs du Bourbonnais. Son enfance est campagnarde dans une fratrie de 6 enfants, dont les naissances s'étalent sur 22 ans. Très jeune, il dessine les amis comme les membres de la famille.
Il fait maths sup, maths spé, au Lycée du Parc à Lyon, puis rentre à l' École des Mines de St-Étienne.
Il rencontre Claudie Ravachol, institutrice, en avril 1944 à St-Étienne, et l'épouse en août.
Il est ingénieur dans les mines de charbon, emmène sa famille en Sarre (Allemagne) pour devenir Directeur de mines à Reden, Sulzbach.
La transformation de la Zone d'Occupation Française en Sarre en un État sous protectorat français (Constitution du 15 décembre 1947) soulève de profonds désaccords avec les autorités de la République Fédérale d'Allemagne. Attiré par le Midi, le couple achète un terrain et fait construire une maison sur les hauteurs de Golfe-Juan (Alpes-Maritimes). Elle servira de lieu de vacances (Claudie a 4 enfants et ne travaille plus dans l'enseignement) et de repli face aux aléas d'une carrière d'expatrié. Elle devient un refuge, et un point d'ancrage pour le futur peintre du Midi et de la Méditerranée.
Avec le référendum du 23 octobre 1955, les Sarrois rejettent le Statut Européen. Jacques Loiseau et sa famille quittent en 1957 la Sarre pour la Région Parisienne.
En 1959, il prend  un poste de Secrétaire Général à la CFPA (Compagnie Française des Pétroles d'Algérie) à Alger. Il l'occupera jusqu'en mars 1962. Le couple et leurs enfants rentrent alors en métropole, d'abord à Golfe-Juan pour finir l'année scolaire, puis à Paris.
Il est successivement cadre dirigeant de la Société Soletanche (maintenant Soletanche-Bachy) puis PDG de la Compagnie des métaux précieux, une société industrielle fournissant la bijouterie et l'industrie en produits semi-transformés, à base d'or, argent, palladium, etc. À ce titre, il est promu Chevalier de la Légion d'Honneur, le 23 mai 1978. Il est ensuite consultant chez Total.
Il est président du Conseil National des Ingénieurs Français en 1982 et fréquente les allées du Pouvoir. Jean D. Lebel lui succède et écrira la préface de son livre De jour comme de nuit.
À sa retraite, il quitte la Région Parisienne et s'installe à Aix-en-Provence avec son épouse Claudie. La maison est située avenue Paul Cézanne à quelques mètres d'un terrain où Paul Cézanne venait régulièrement poser son chevalet pour peindre la Sainte-Victoire (Vue des Lauves).
En 1989, Claudie subit un accident vasculaire cérébral avec de lourdes séquelles. Il s'occupe de son épouse, jusqu'à son décès en 1994. Jacques Loiseau a déjà peint environ 400 tableaux.
En 1996, il publie Naissance d'une culture / Essai sur la Culture industrielle, où il tente de partager son expérience de décideur et sa vision des mutations de la Société.
En 1999, il publie Scherzo pour l'emploi, où sous l'apparence d'un roman, il critique profondément les politiques publiques de relance de l'Emploi.
De 1997 à 2009, il produit successivement trois ouvrages de contes parodiques et de poèmes, illustrés de ses tableaux : Contes en Provence (1997), Poèmes en Provence (2006), puis Jardins en Provence (2009).
En septembre 1998 puis septembre 1999, il va à Okayama, entre Kyoto et Hiroshima, où est organisée une exposition de ses tableaux.
En octobre 2009, il est hospitalisé. Ses quatre enfants se relaient à son chevêt. Il meurt le 23 janvier 2010.
Il est inhumé, avec son épouse, au cimetière du Grand Saint Jean, sur les hauteurs d'Aix-en-Provence.

## Expositions
- Galerie Montgrand, Marseille , 1993[6]
- Galerie Julien, Le Castellet, 1996
- Musée du Taurentum, St-Cyr-sur-Mer, 1997
- Galerie Marie-Louise, Grenoble, mai 1997
- Palais des Congrès, Okayama, Japon, septembre 1998
- Galerie Accord, Marseille, 1999
- Palais des Congrès, Okayama, Japon, septembre 1999
- Galerie 4, Aix-en-Provence, 2003
- Institut Universitaire Américain, Aix-en-Provence, 2007

## Influences

### Picasso
À Golfe-Juan, dans la commune de Vallauris, Picasso travaillait. Loiseau admire la liberté de son style et sa simplicité.
Il écrit : 

« A cette époque-là, Golfe-Juan était calme.
La foule des étés, et le triste amalgame
Entre les gens du cru et tous les vacanciers,
N'avait pas envahi, et nous laissait souffler.
Et si on évitait la route nationale
On atteignait sans peine aux plages familiales.
Du village voisin qu'alors il habitait,
De son cher Vallauris, Picasso descendait
Pour venir se baigner sur la plage publique,
Il travaillait alors aux belles céramiques.
Dans le Musée d'Antibes on peut les voir encore,
Vieux château des remparts qui de maître s'honore.
Assis tout bonnement sur un simple pliant
On voyait aisément son regard perçant
Posé sur les baigneurs sans le moindre ostracisme.
Il en ferait plus tard ses grands et beaux graphismes
De nymphes et de faunes que l'on y voit aussi,
Évocation osée de la mythologie. »

### Cézanne
Loiseau a acheté  une bastide au 49, Avenue Paul Cézanne, à moins d'un kilomètre de l'Atelier des Lauves, et à quelques mètres d'une vigne où Cézanne venait peindre. En 2004, le terrain est aménagé en promenade pédagogique sous le nom : « Le Terrain des Peintres ».
Jacques Loiseau écrit : 

« Paul Cézanne
Grimpant la colline, le vieil homme soufflait
En épongeant son front de son grand mouchoir blanc.
Dès l'heure du matin, la chaleur accablait
Mais le temps le pressait, il était impatient.
Il avait quitté tôt le nouvel atelier
Qu'il avait projeté dans le chemin des Lauves,
Et dont la construction venait de s'achever,
Havre, refuge qui de son tourment le sauve
..
Peignant sur le motif, il lui fallait rejoindre
Le lieu privilégié tout en haut de la route,
Qu'il avait adopté, car il aimait y peindre
Cette Montagne aimée dont la beauté envoûte.
En ce lieu bien choisi, situé au milieu des vignes,
Il voulait la revoir, admirer sa splendeur,
Profil impressionnant, majestueuse insigne,
Changeant pour le combler sans cesse de couleur. »

En dehors d'eux, Jacques Loiseau ne reconnaît aucun maître.
Il laisse cohabiter la thématique méditerranéenne et des essais dans des styles très divers. Il cultive la caricature et la dérision dans les portraits. De nombreux marchés provençaux, terrasses de café, jeux de boules mettent en scène une humanité qu'il juge jacassante et dérisoire. Ces compositions évoluent vers un modèle où la plupart des personnages sont privés de visage. On pense aux compositions de Baigneurs et Baigneuses de Cézanne.

## Composition
Comme Cézanne, il juxtapose les couleurs et évite de les « fondre » ou d'en casser la tonalité avec du noir. À partir de 1991, il travaille sur une toile préalablement peinte en noir. Ceci permet d'obtenir 2 effets qui structurent toute son œuvre pendant des années : éviter de juxtaposer 2 couleurs franches et donc limiter les effets perceptifs décrits par Michel-Eugène Chevreul ; et permettre d'ajouter des nuances en laissant ressortir la trame noire du fond tout en gardant des couleurs très vives.
Il découvre cette technique par hasard. En 1988, il réalise un tableau abstrait plein de coulures bleues et rouges très vives, et veut le donner à un de ses enfants. Celui-ci n'est pas enthousiasmé et Jacques rapporte le tableau chez lui. Quelque temps plus tard, il repeint par dessus une Sainte-Victoire (voir photo), où le bleu et le rouge du fond sont mis à profit.
Jacques Loiseau ne se préoccupe pas de perspective réaliste. Il peint une série de plans qui se juxtaposent. La taille des objets et des personnages permet au spectateur de reconstituer la perspective.
Jusqu'en 1998, il peint principalement à l'acrylique, car il ne veut pas être contraint par le temps de séchage du médium. À partir de 1999, il trouve une peinture à l'huile qui sèche vite et l'adopte progressivement puis totalement.

## Œuvres: La Période de recherche
De 1954 à 1962, Jacques Loiseau peint épisodiquement, principalement à Golfe-Juan et s'essaye à plusieurs styles  différents. Peu à peu, il s'affirme comme coloriste plutôt que comme dessinateur, bien que ses toiles, abstraites ou figuratives, soient solidement architecturées. De cette période, une douzaine d’œuvres sont connues, soit données à des amis, soit conservées dans la famille.

Période de Golfe-Juan
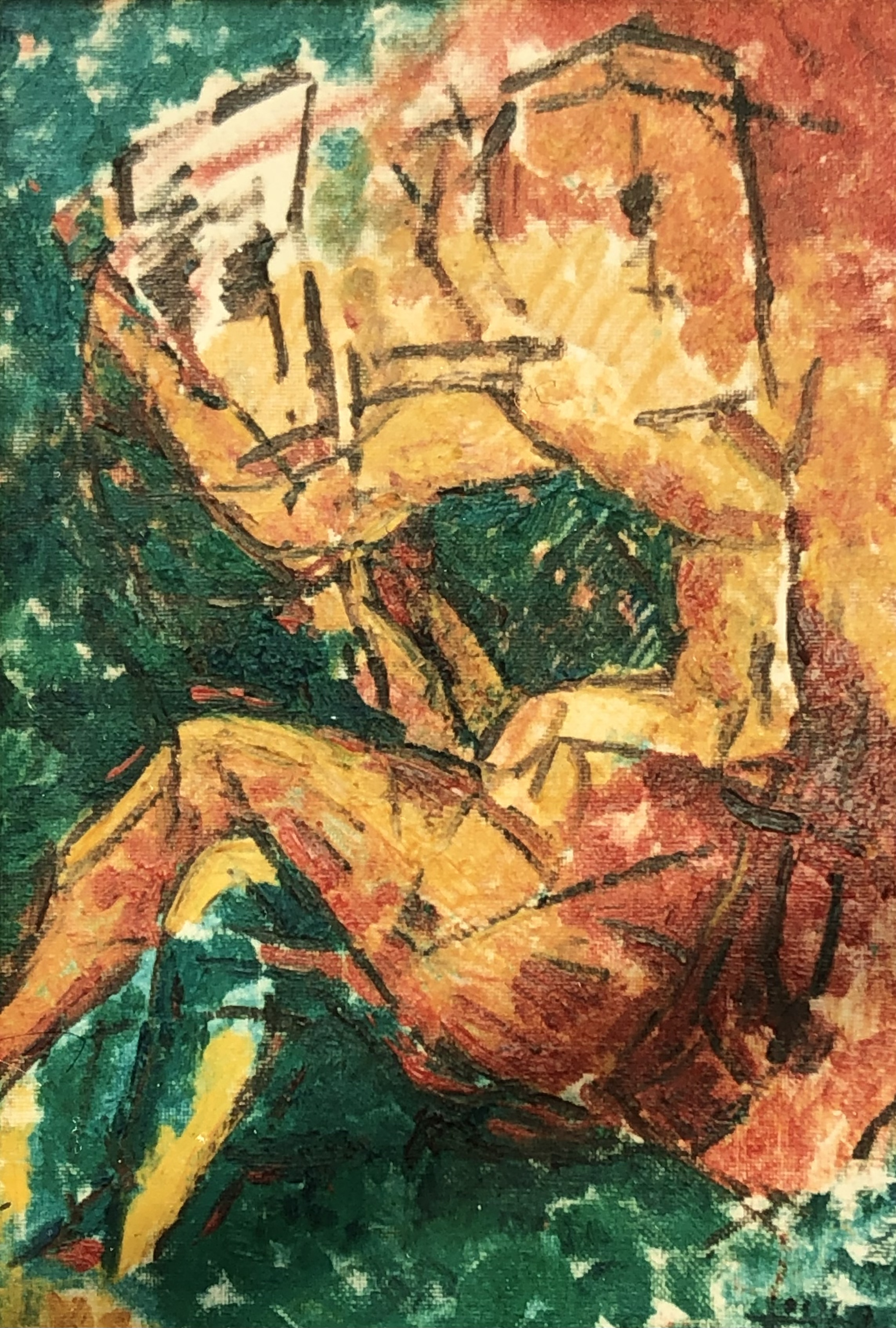
Claudie lisant son journal à Sulzbach (1954). (57 × 33 cm)
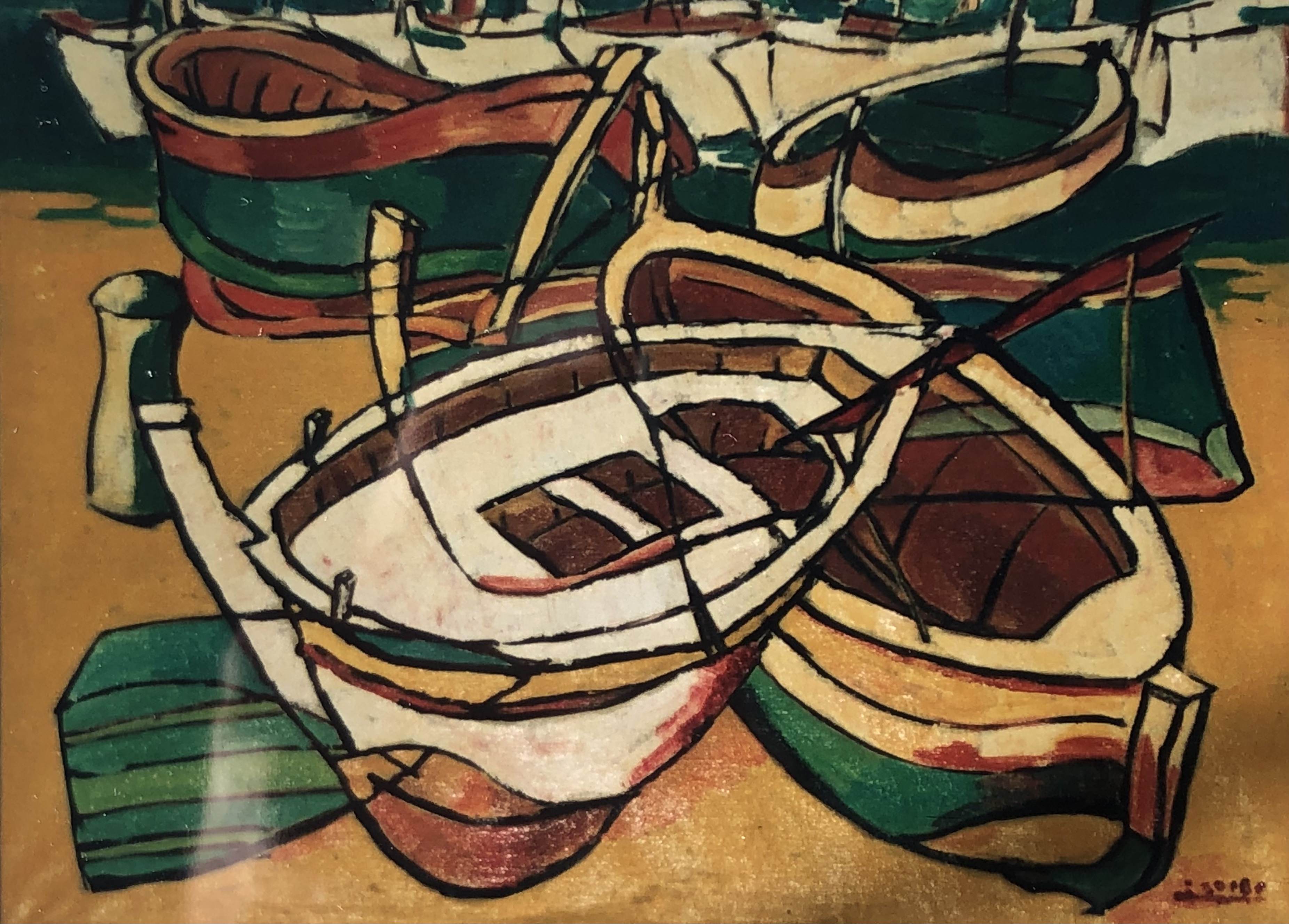
Le Port de Golfe-Juan (1957). (53 × 78 cm)
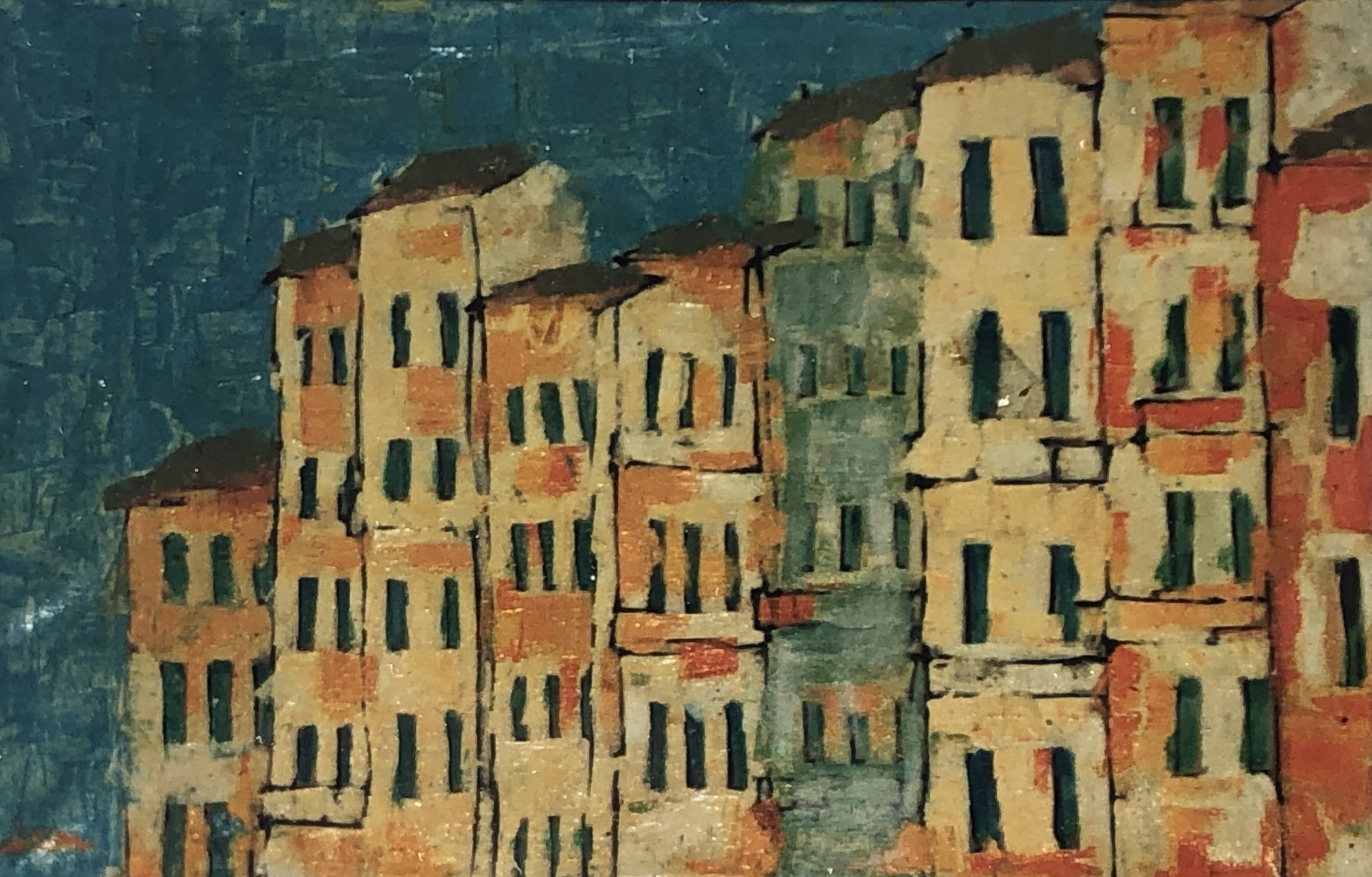
St-Tropez (1957). (50 × 77 cm)
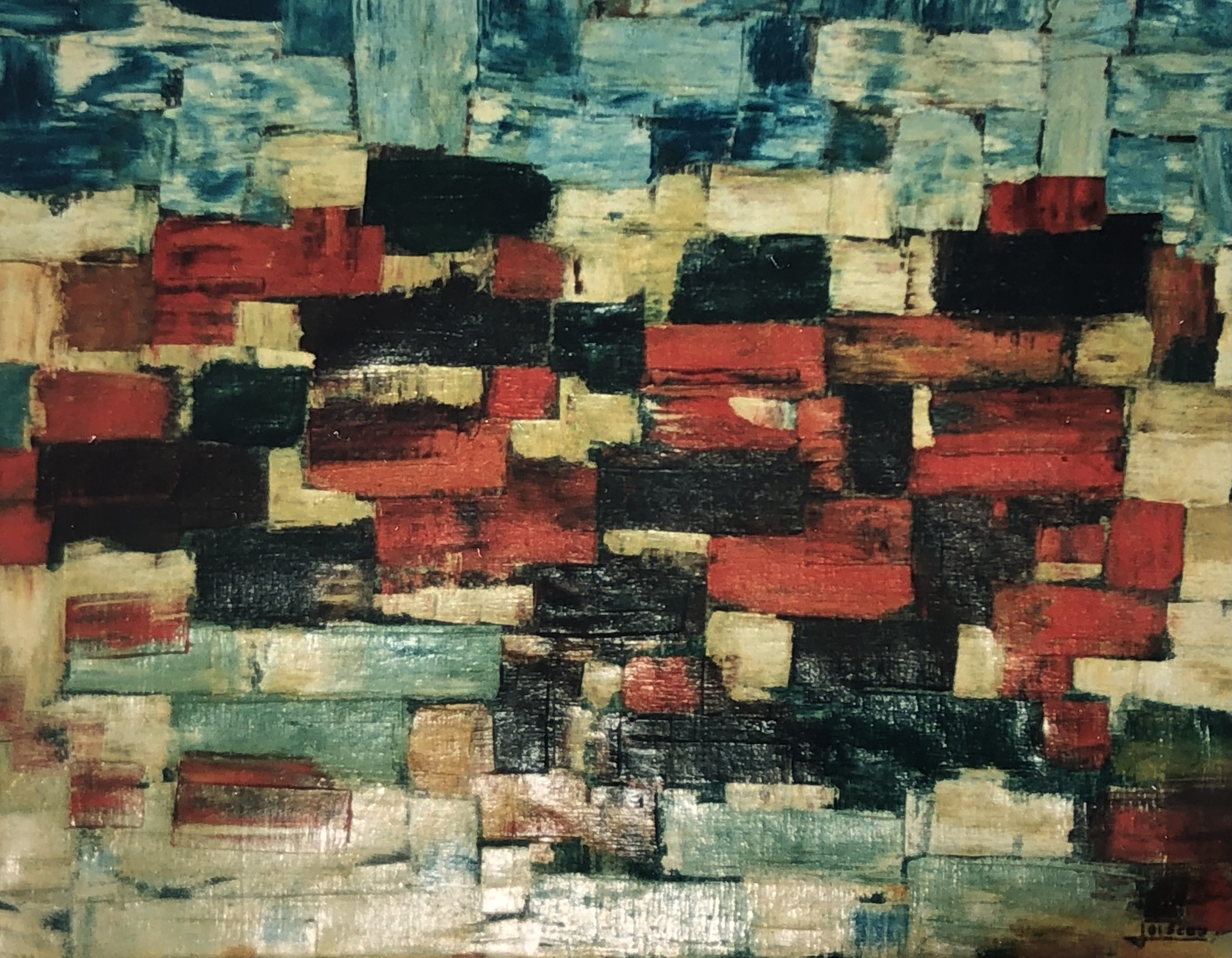
Le port de pêche de Tipaza (1960). (52 × 78 cm)
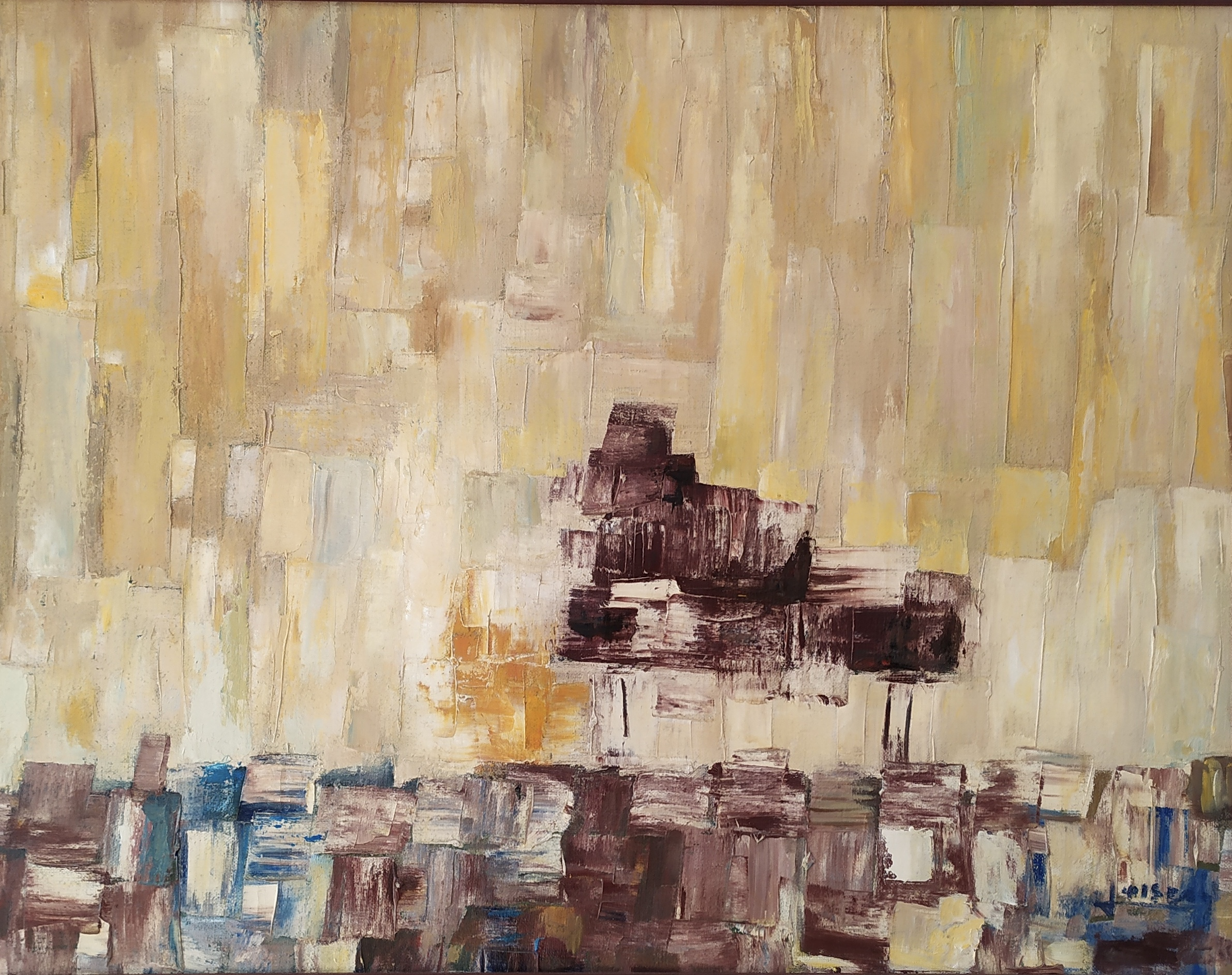
l'Orchestre  (1958). (36 × 52 cm)
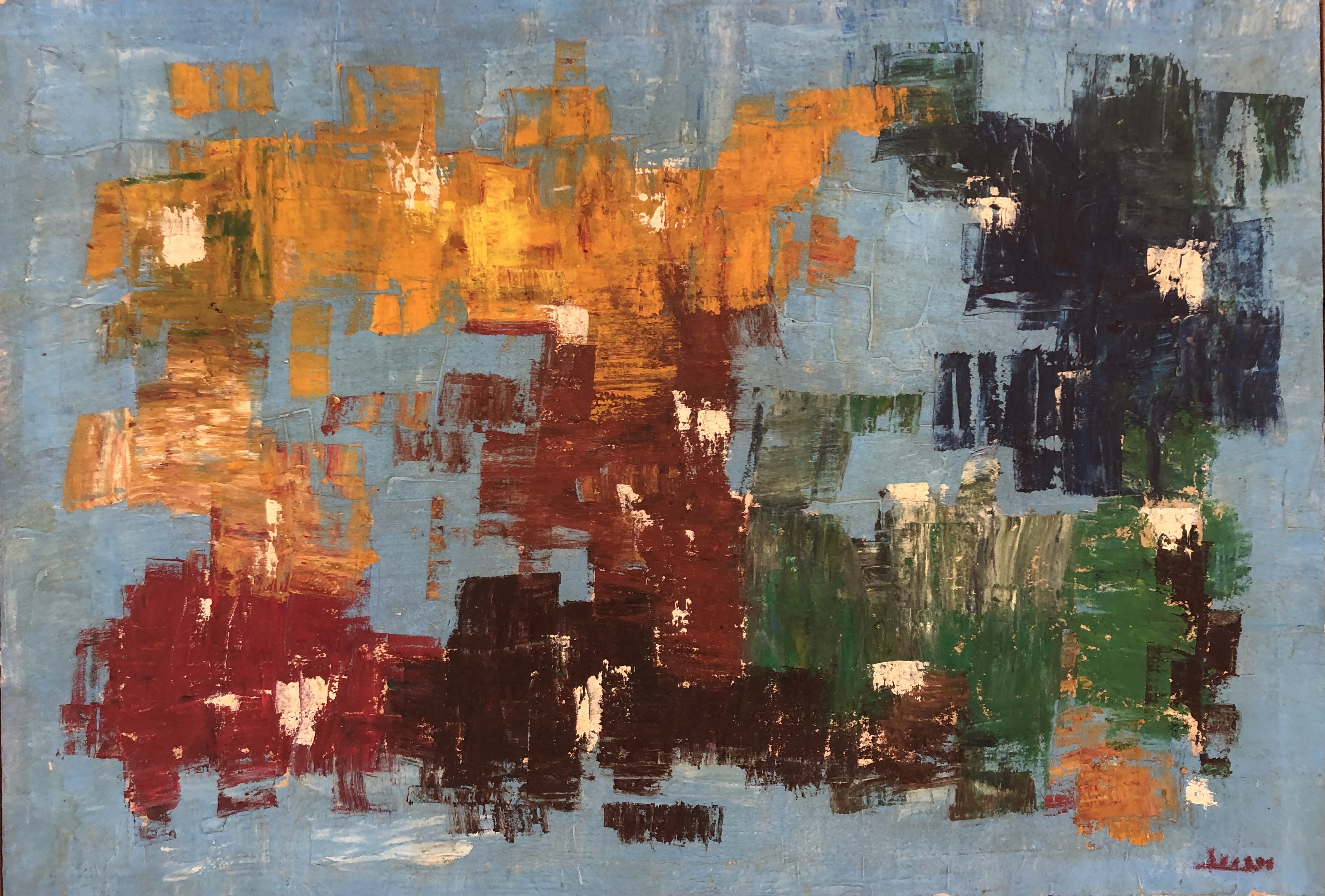
Golfe-Juan (1960). (53 × 77 cm)

## Œuvres: La période d'Aix-en-Provence

### Sainte-Victoire
Il peint la Sainte-Victoire au moins 25 fois, depuis la terrasse de sa maison, sous des angles plus insolites, et en toutes saisons.

La Ste-Victoire
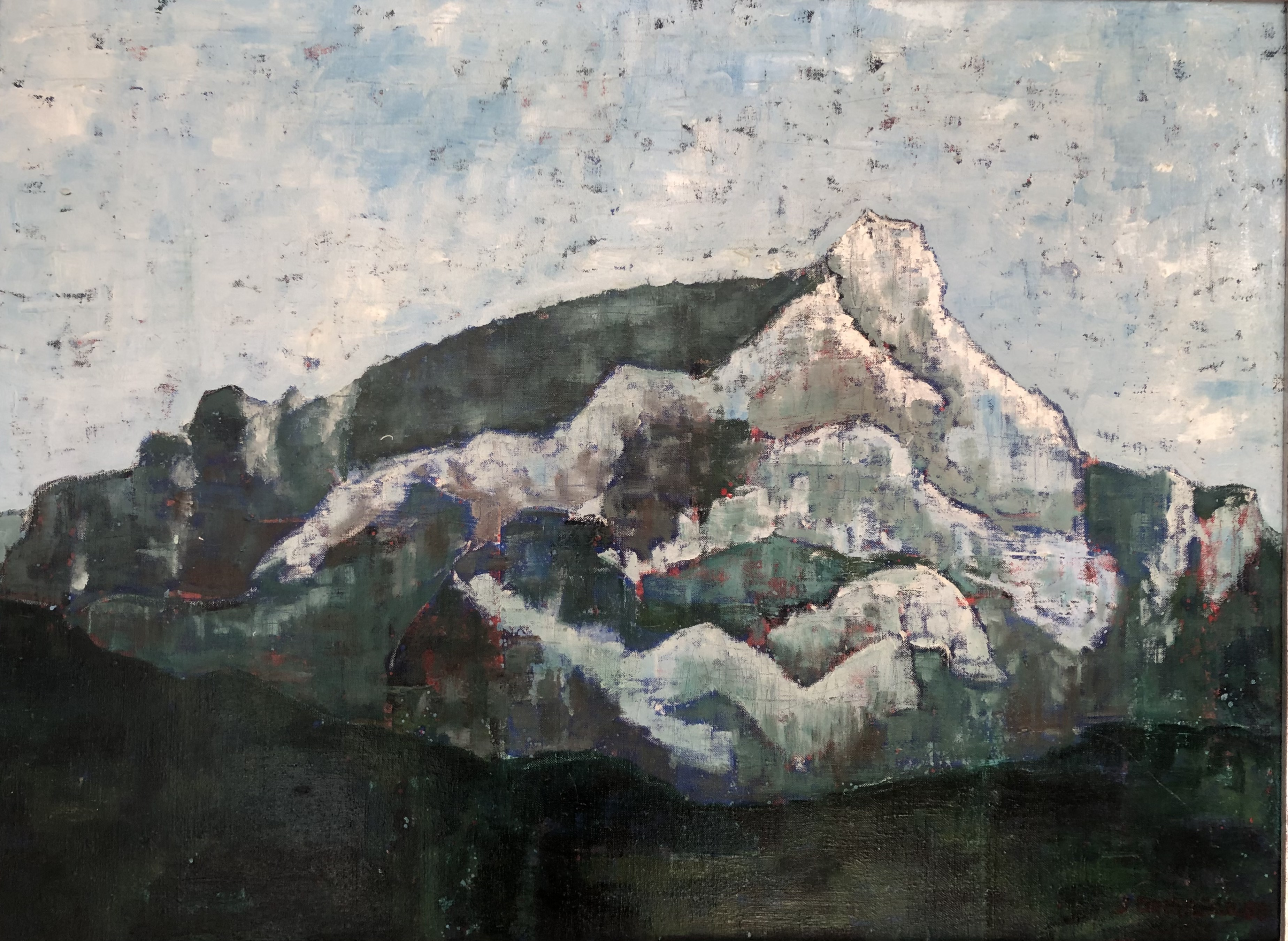
Ste-Victoire (1988). (60 × 81 cm)
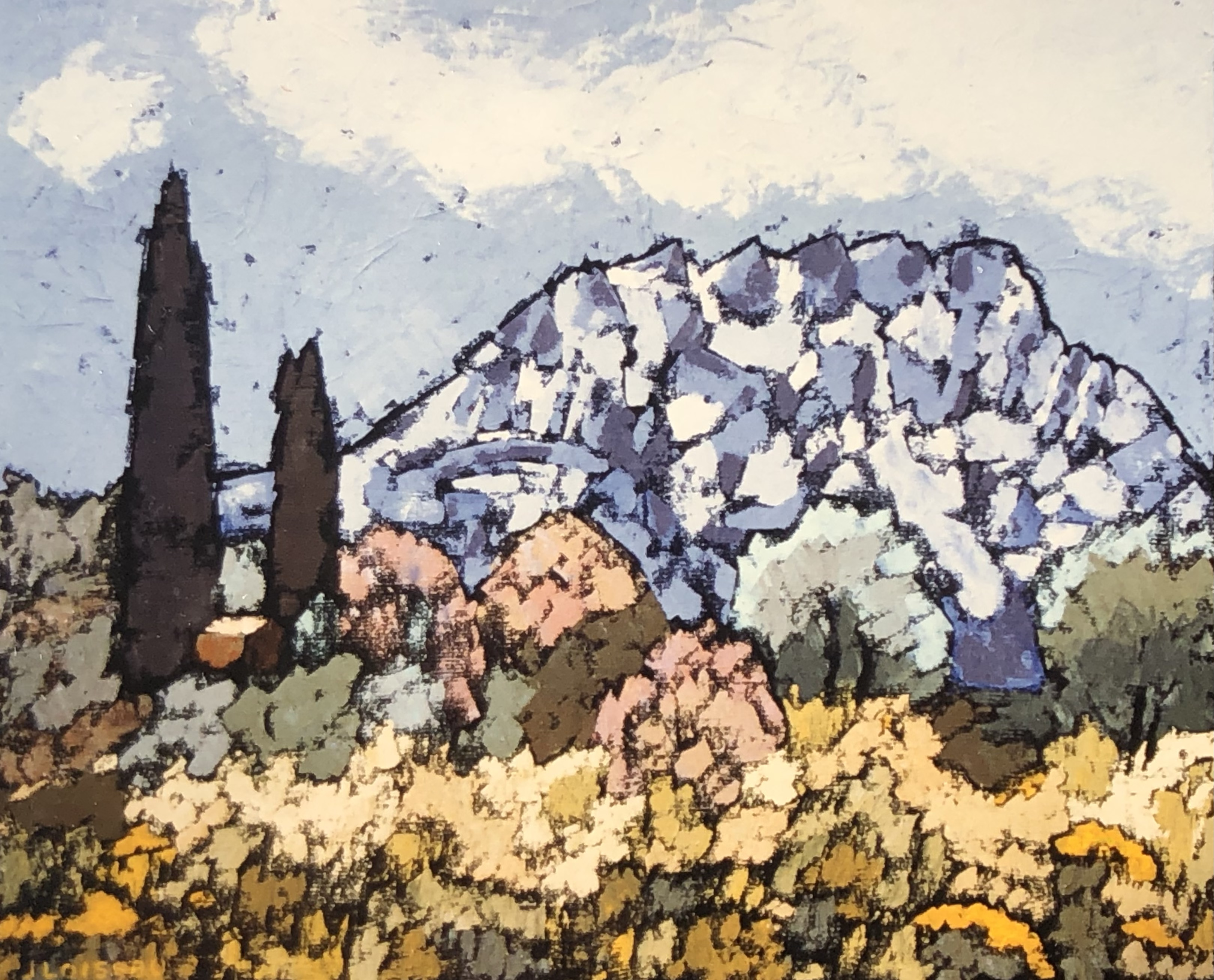
La Brêche aux Moines (1992). (50 × 61 cm)
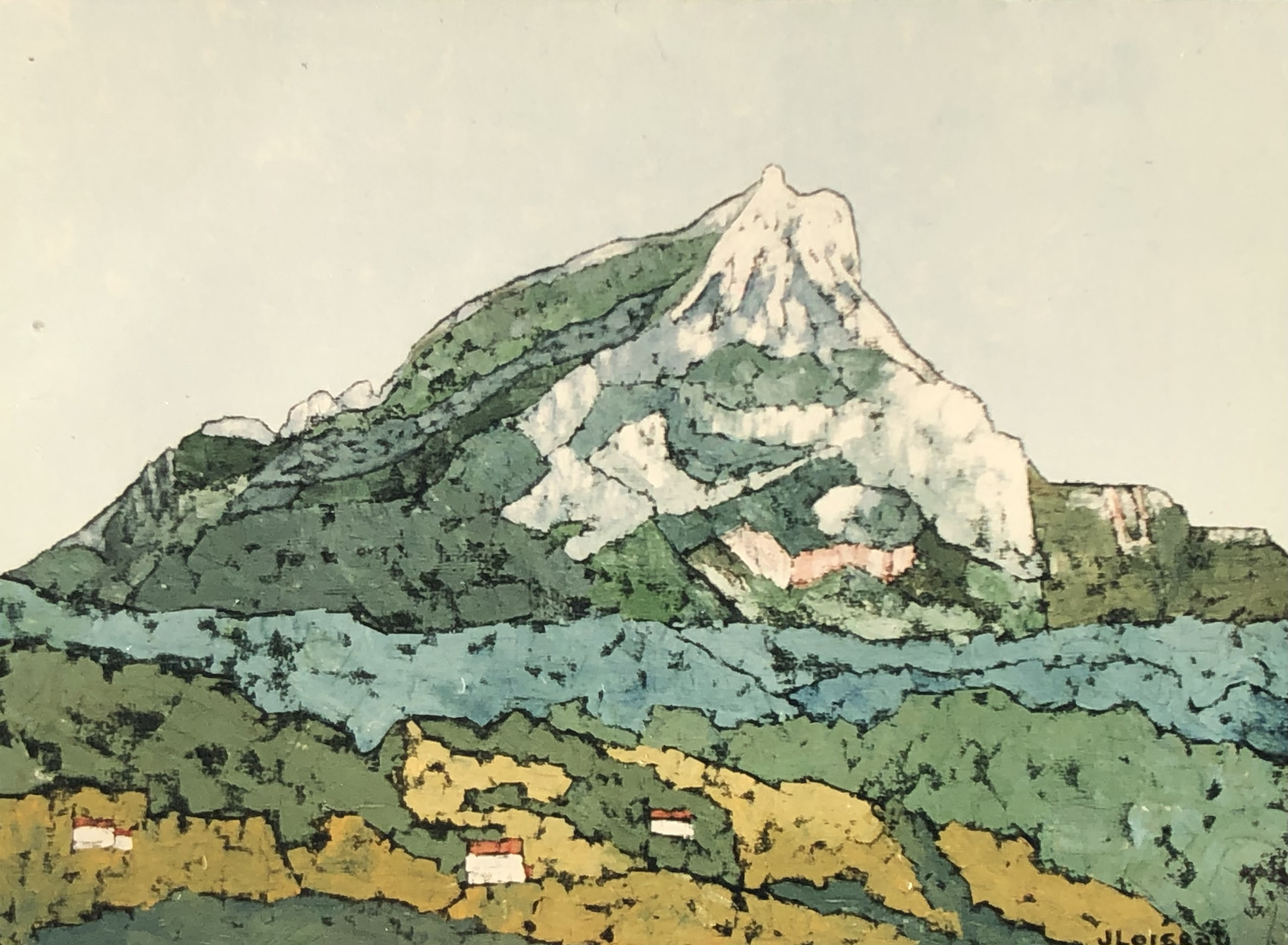
La Ste-Victoire (1992). (54 × 73 cm)
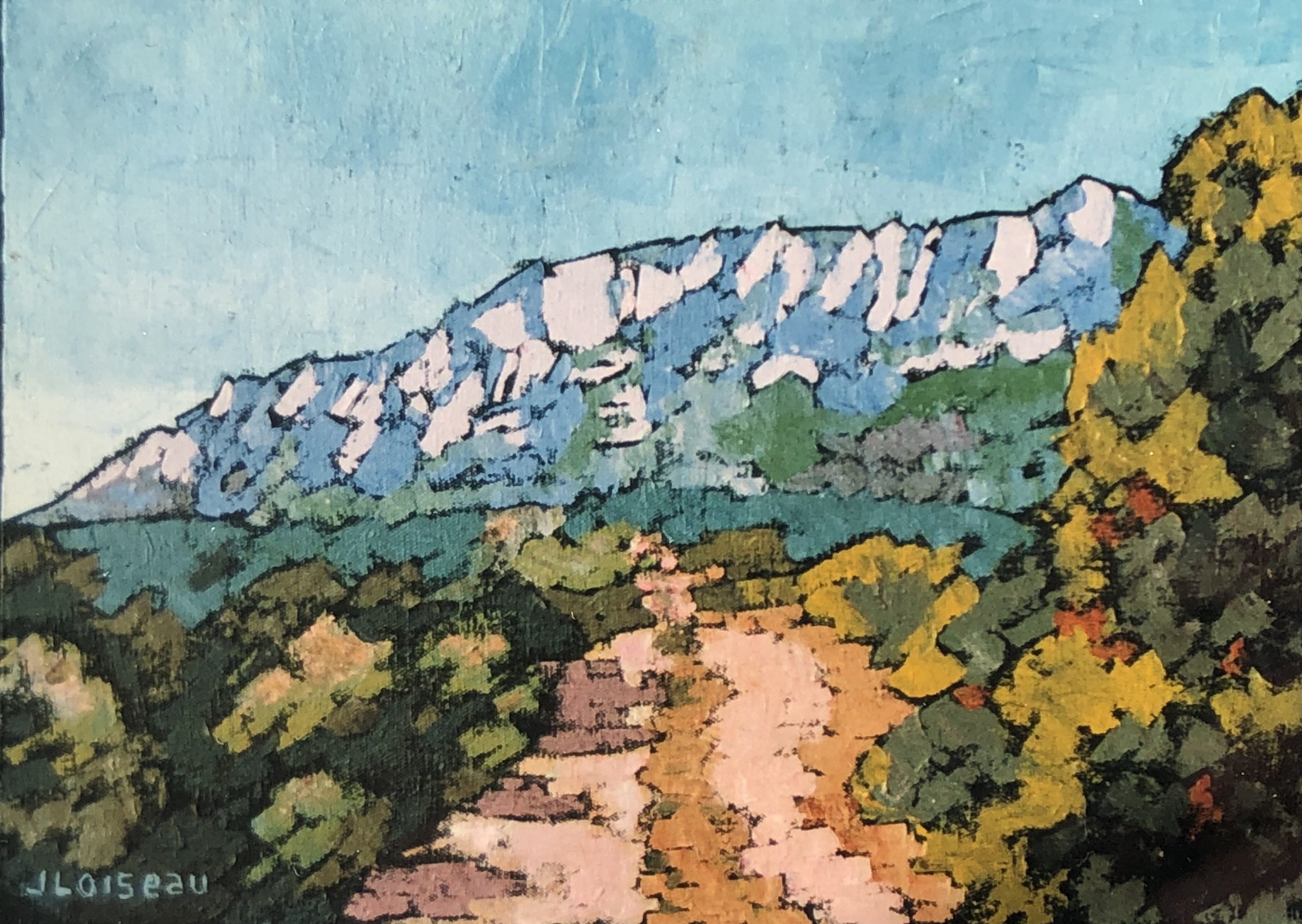
Tout Droit vers Elle  (1993). (33 × 46 cm)

### La Provence vue par elle-même
Il adore mettre en scène l'essence même du bien-vivre méditerranéen : Le jardin foisonnant de fleurs, la Bastide et ses terrasses où on peut boire l'apéritif, manger au frais.

La Provence vue par elle-même
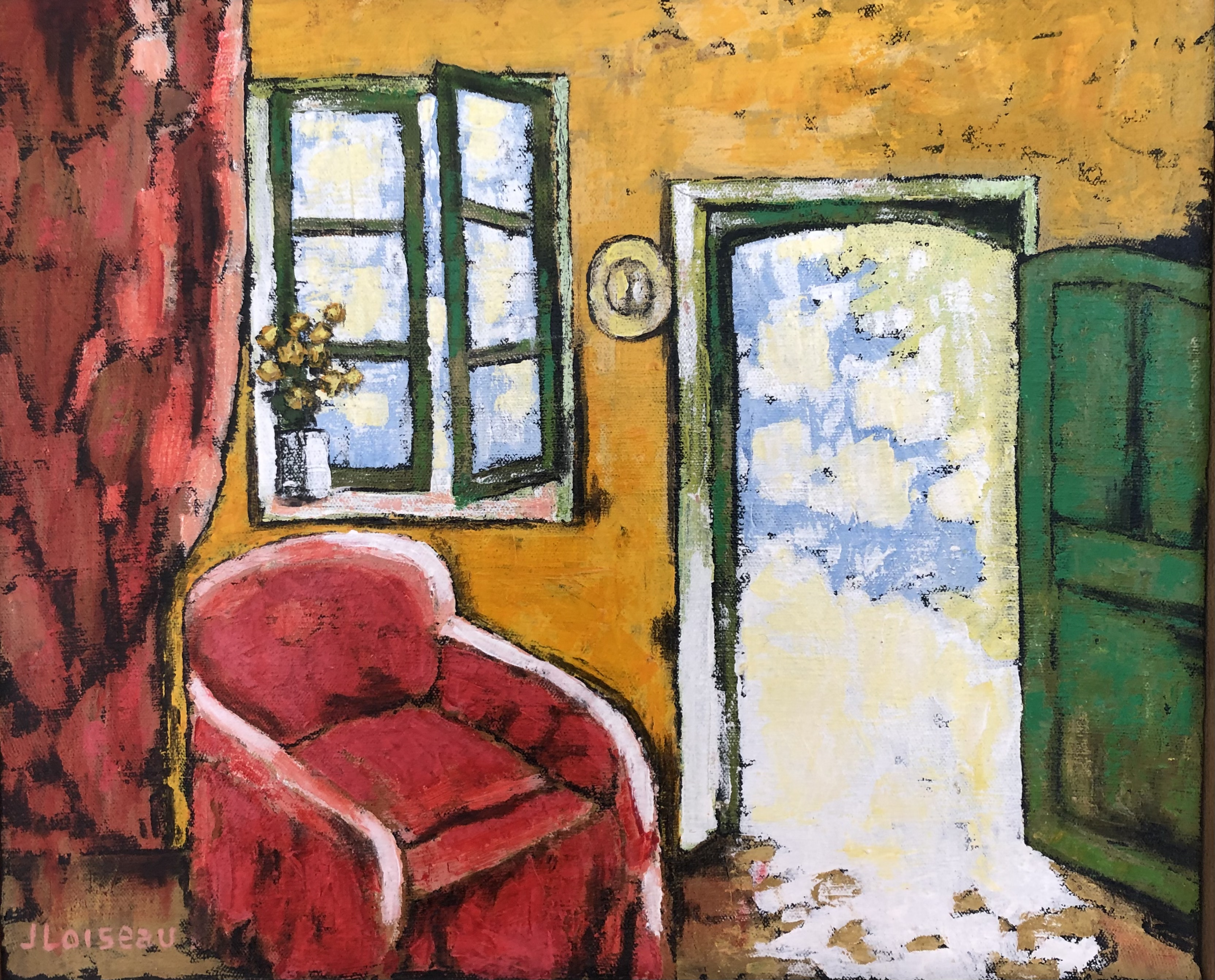
Vacances (1993). (38 × 46 cm
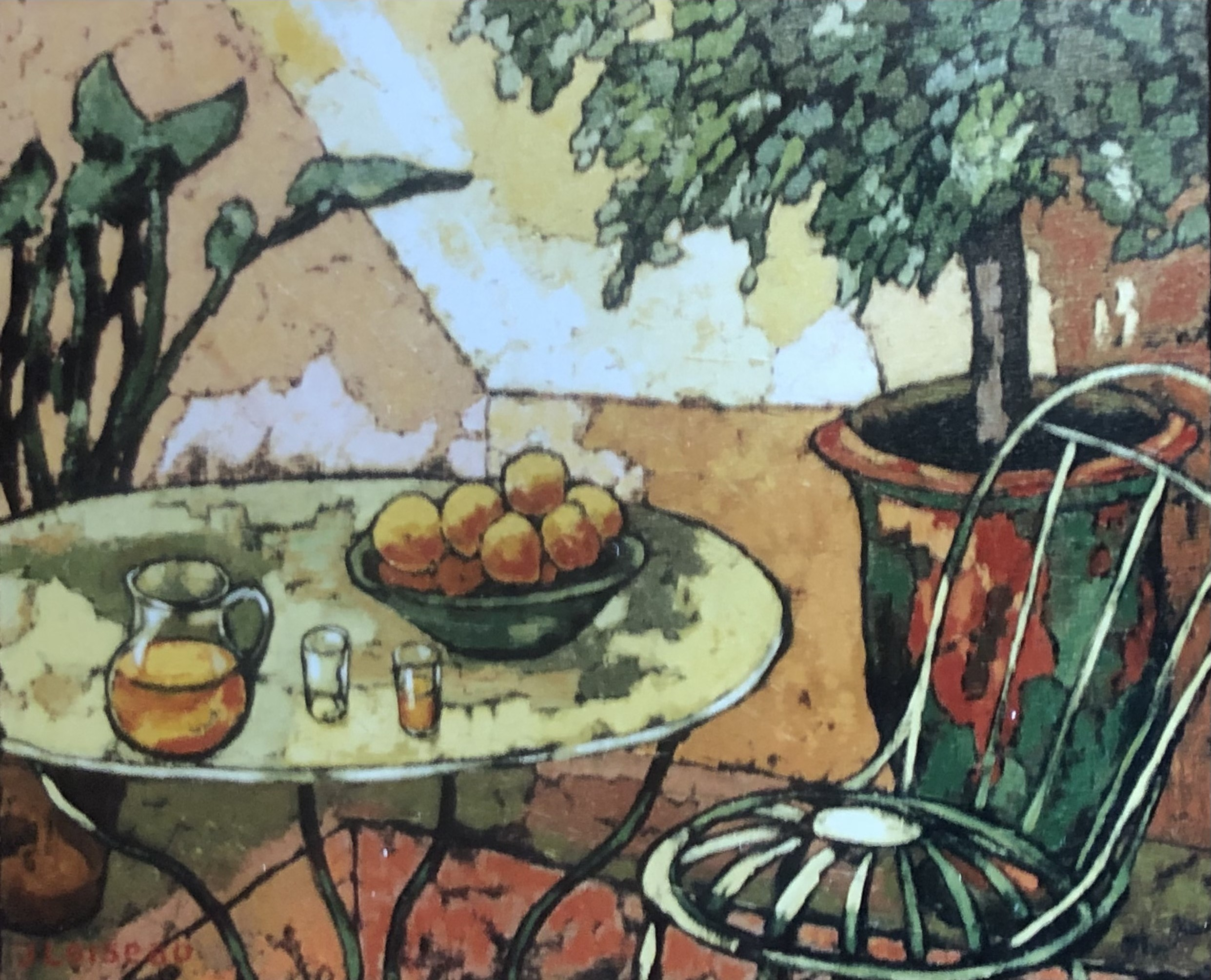
Le Jardin d'Hiver (1993). (60 × 73 cm)

### Natures mortes
En continuité de la thématique précédente, ce sont tous les objets de la cuisine, les fruits et légumes, les poissons juste pêchés, qui sont représentés,,.

Natures Mortes
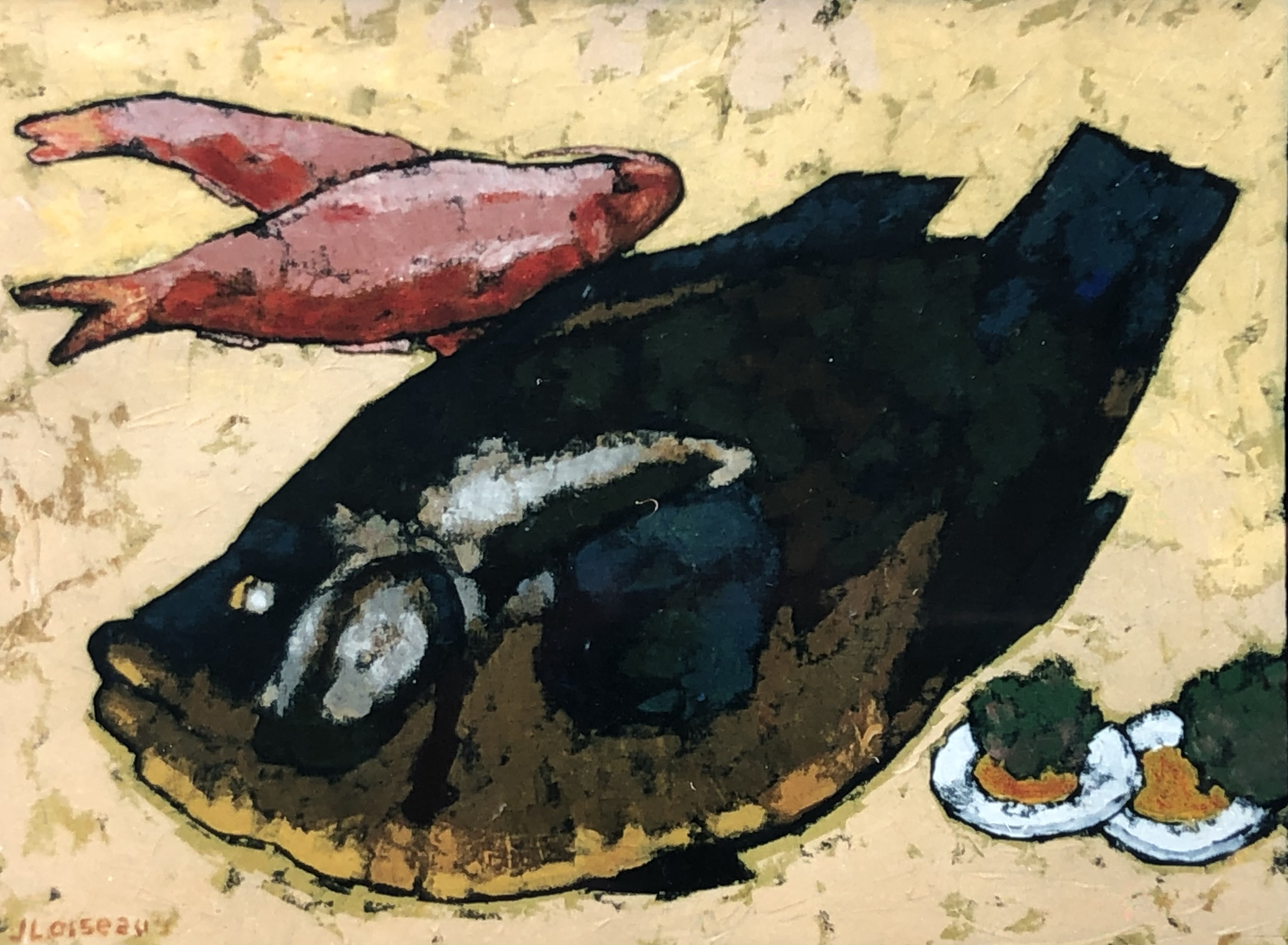
La Vieille (1993). (46 × 61 cm)
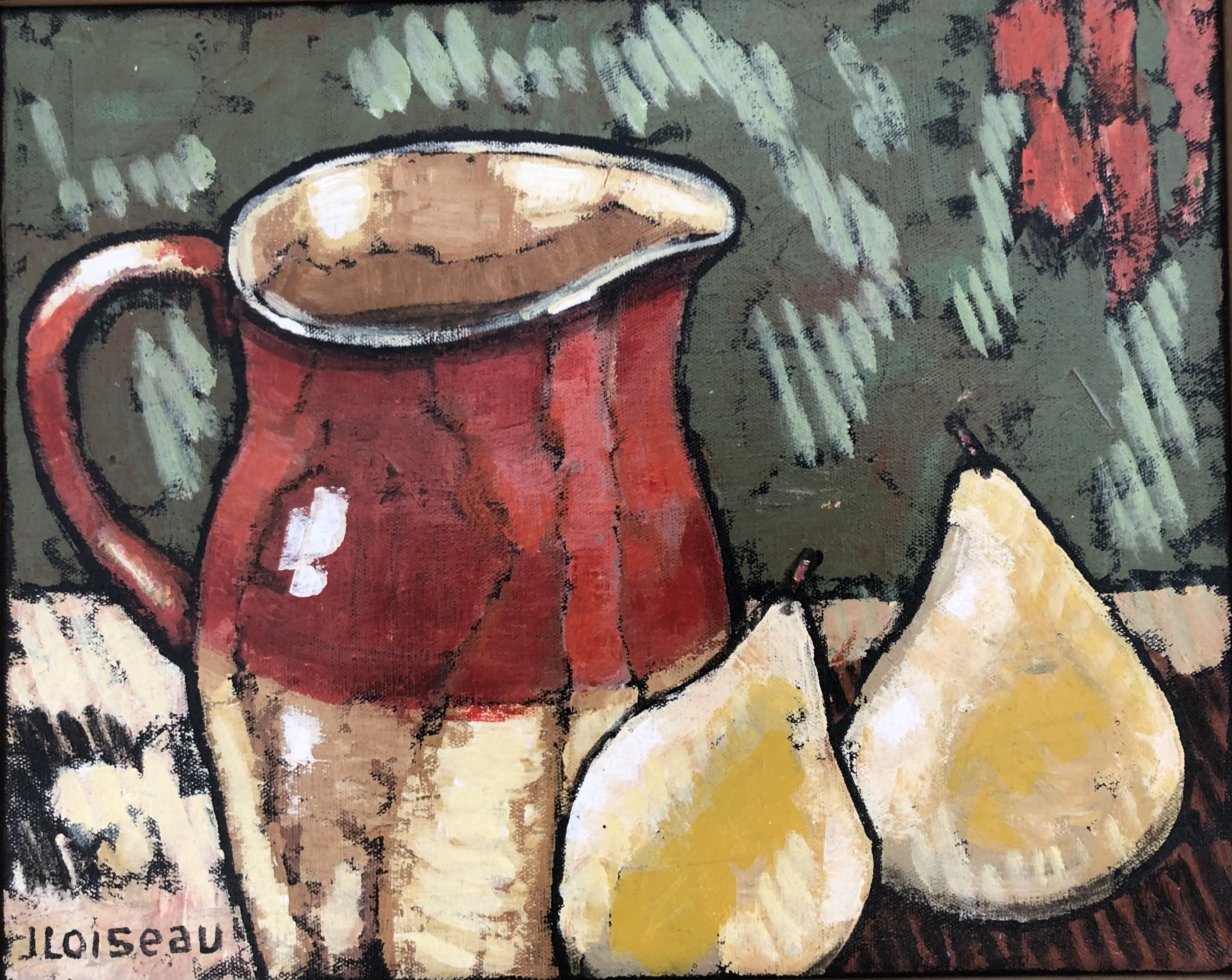
Pichet et Poires (1994). (33 × 41 cm)
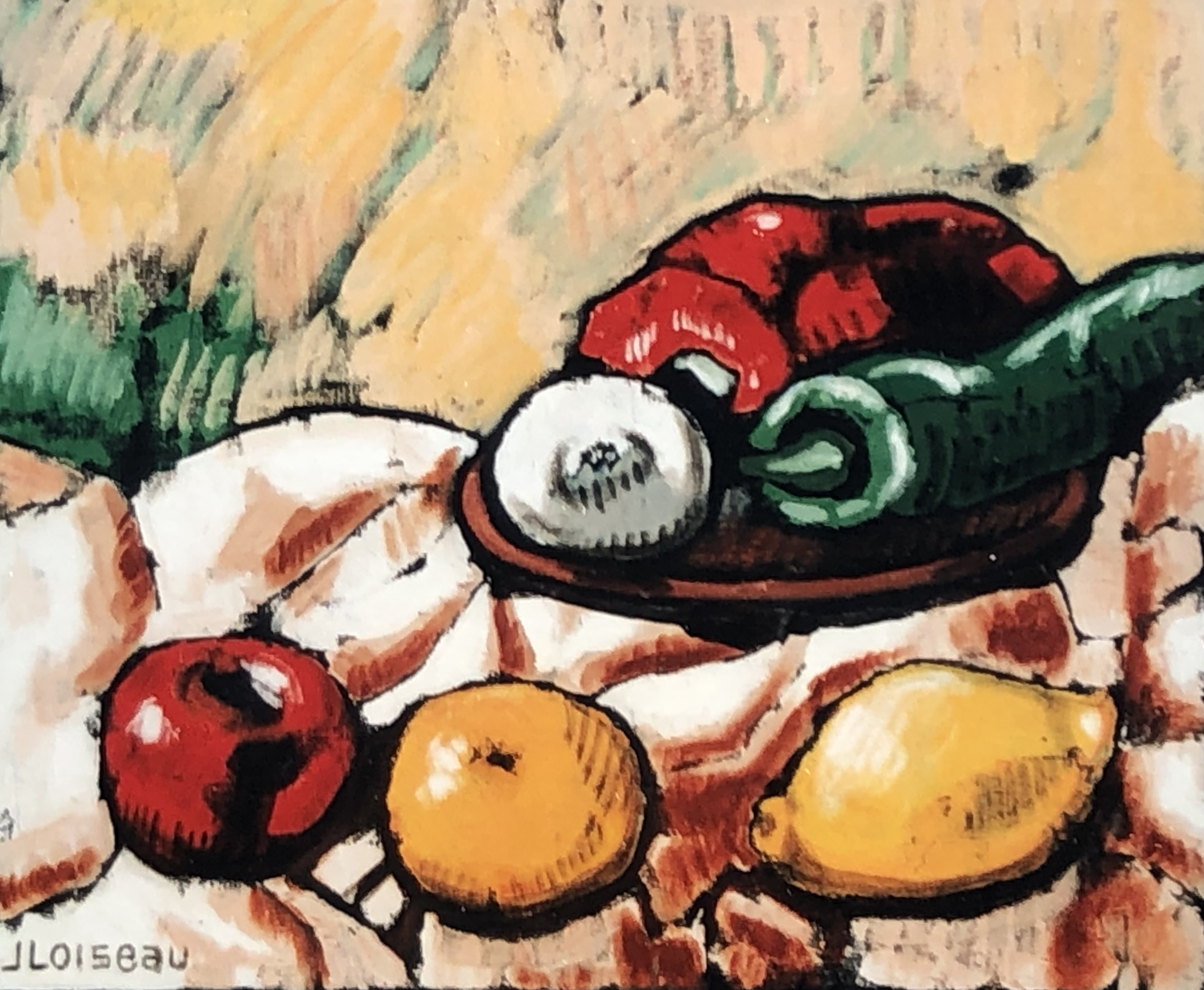
Composition 4 (1997). (46 × 55 cm)

### Paysages
L'abondance de paysages, de collines, de falaises, de champs de lavande, de golfes clairs structure ses années de peinture,.

Paysages
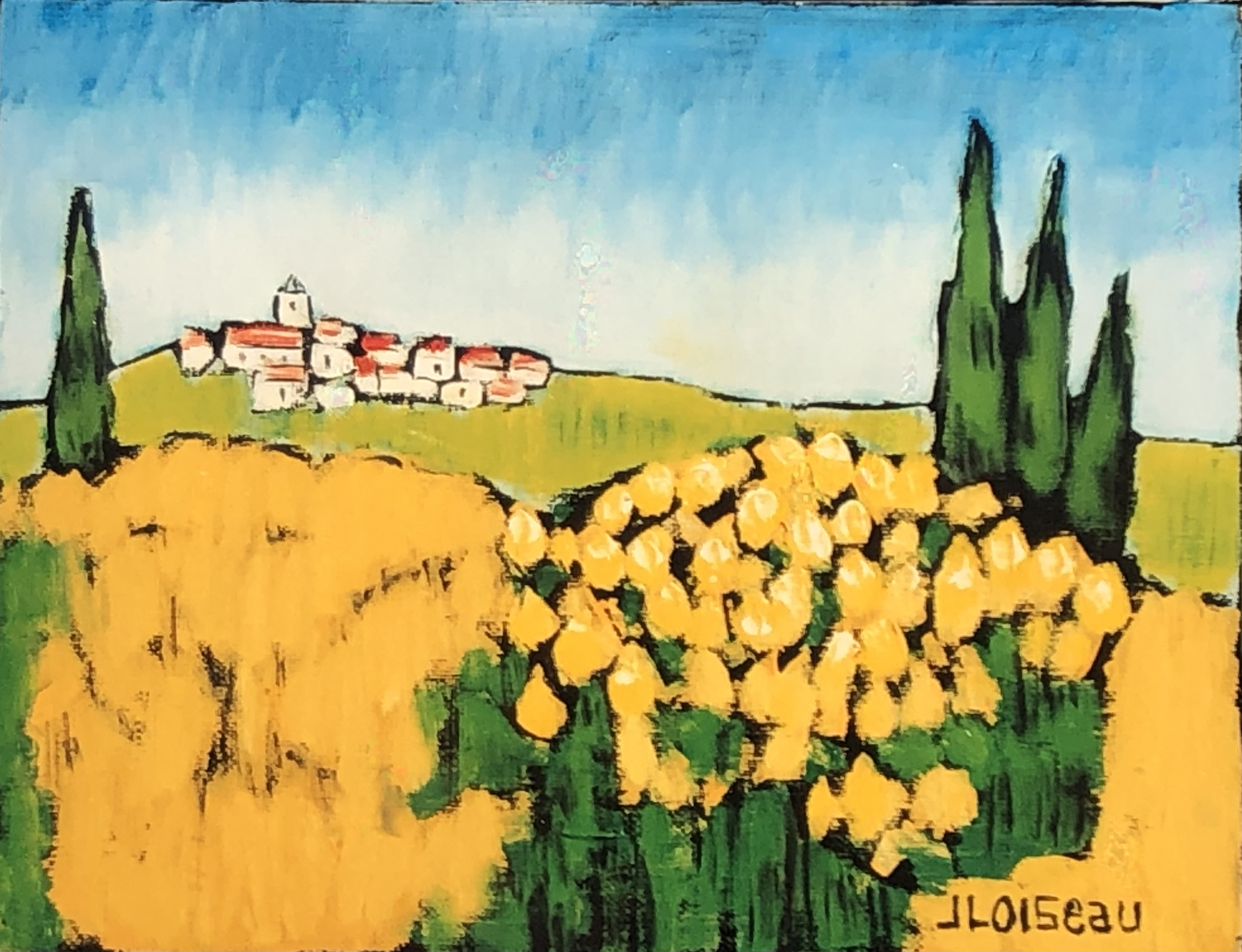
Les Genêts (1999). (27 × 35 cm)
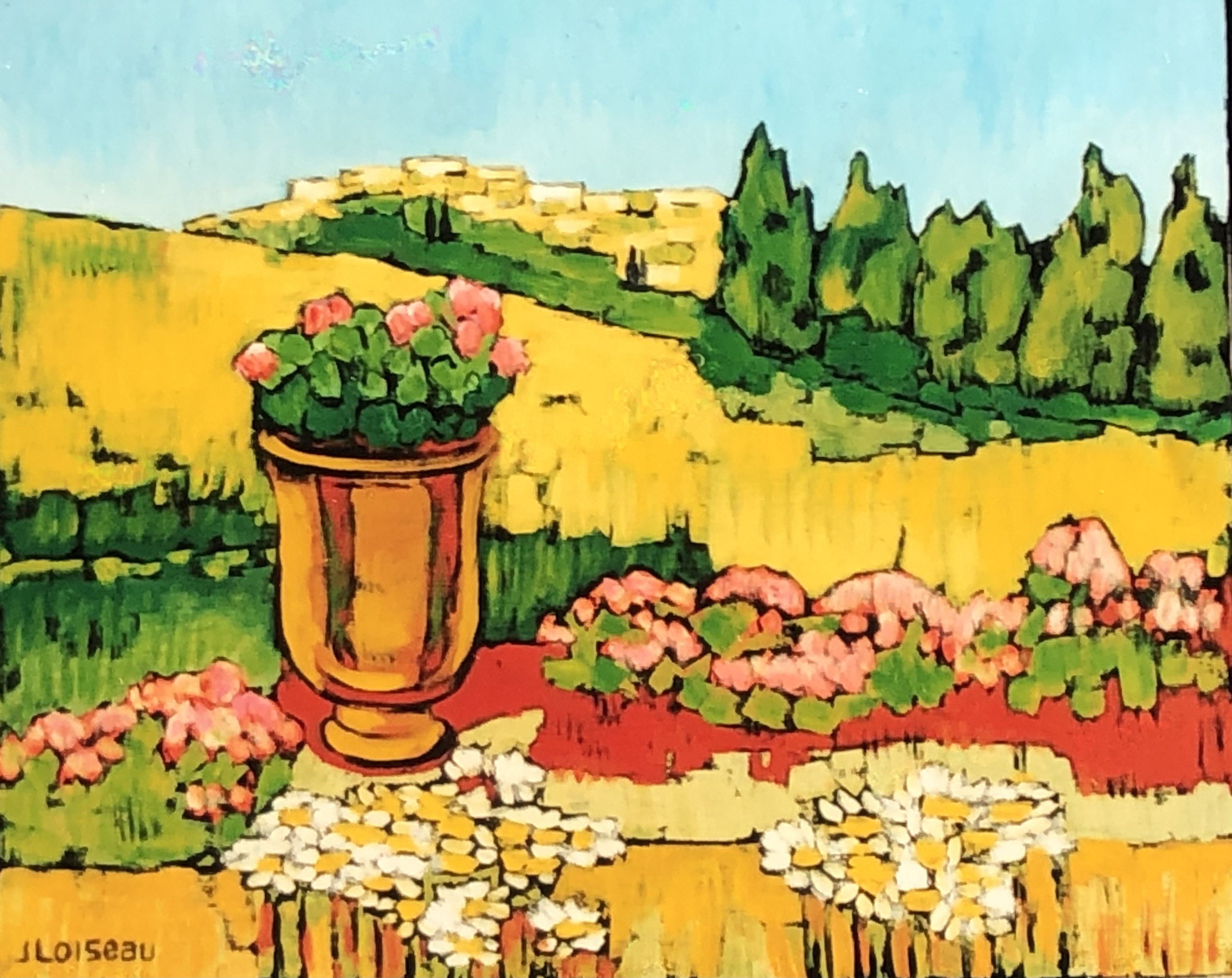
La Jarre (2000). (60 × 73 cm)

### Marines
Depuis Golfe-Juan, il est amoureux des ports, Martigues, Cassis, Saint-Tropez ou Port-Cros. Il  peint des marines pendant toute sa carrière.

Marines
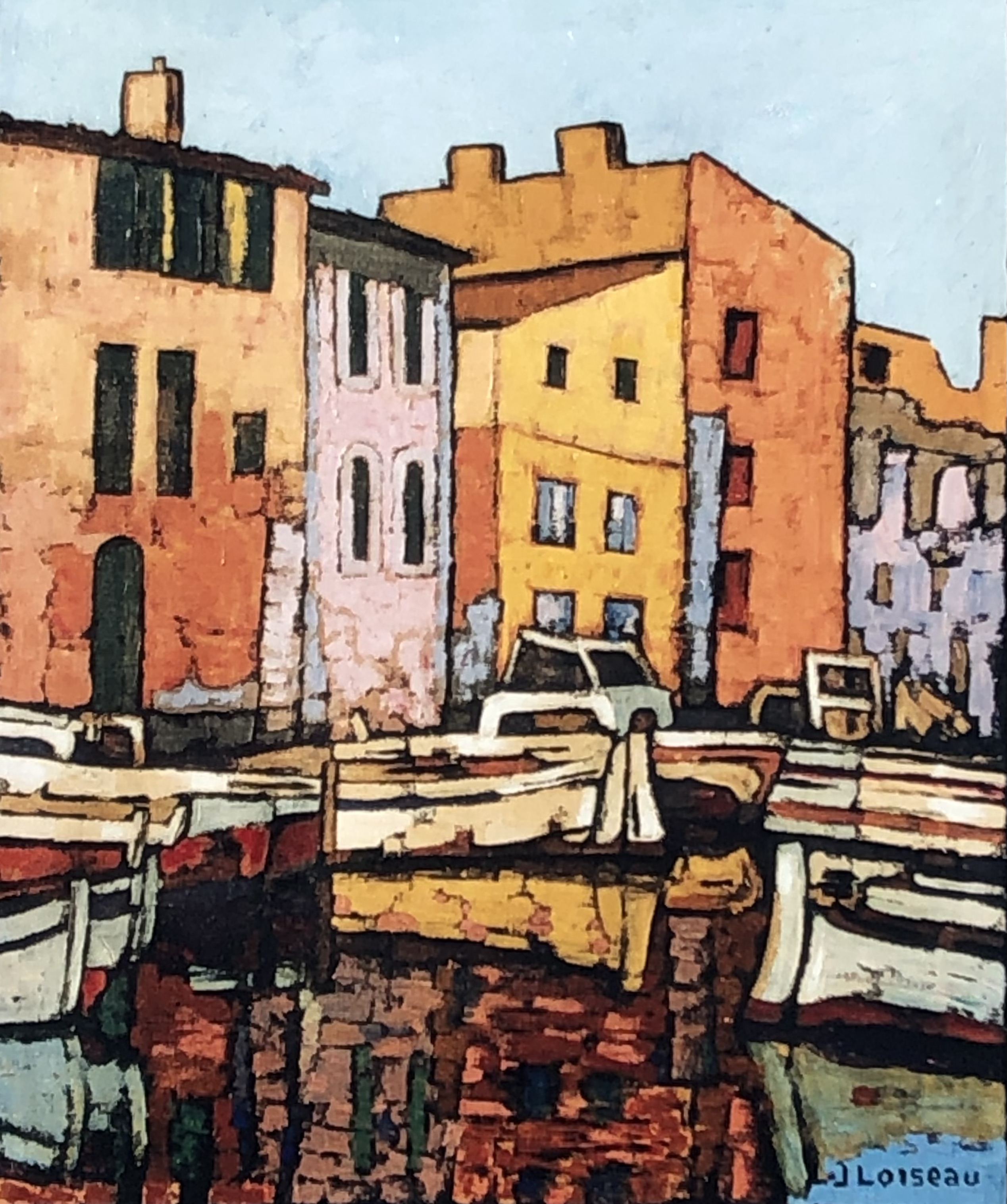
Martigues 2 (1994). (65 × 54 cm)
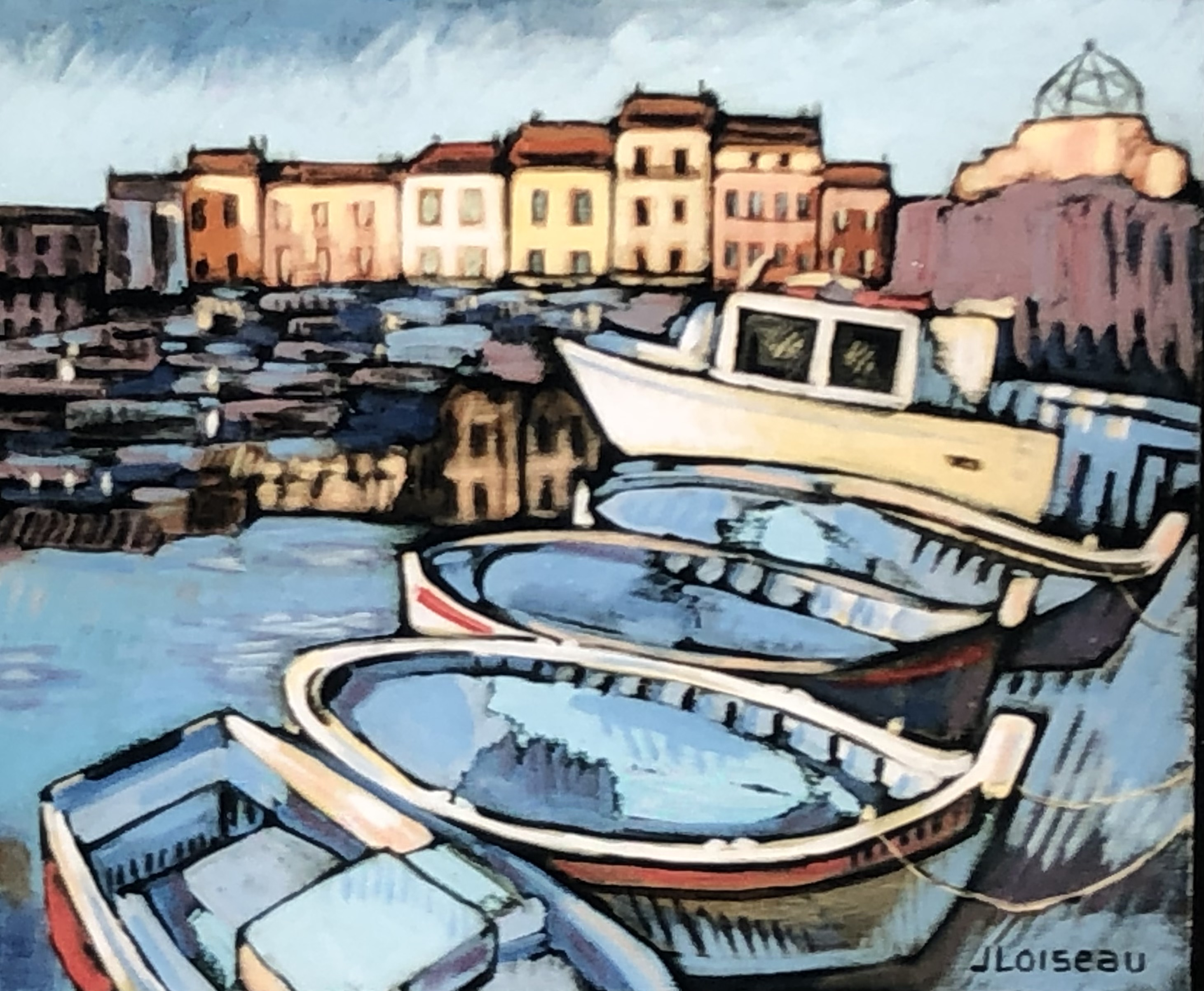
Bleus à Cassis (1996). (54 × 65 cm)

### Compositions urbaines
Dans les scènes de marché, il met en scène les gens qui travaillent et les activités indispensables. À l'inverse, les scènes de terrasses de café peuvent représenter une humanité un peu criarde et jacassante. Plus tard, les personnages s'épurent et montrent des corps schématisés. La scène n'est plus qu'un prétexte à des compositions géométriques.

Compositions Urbaines
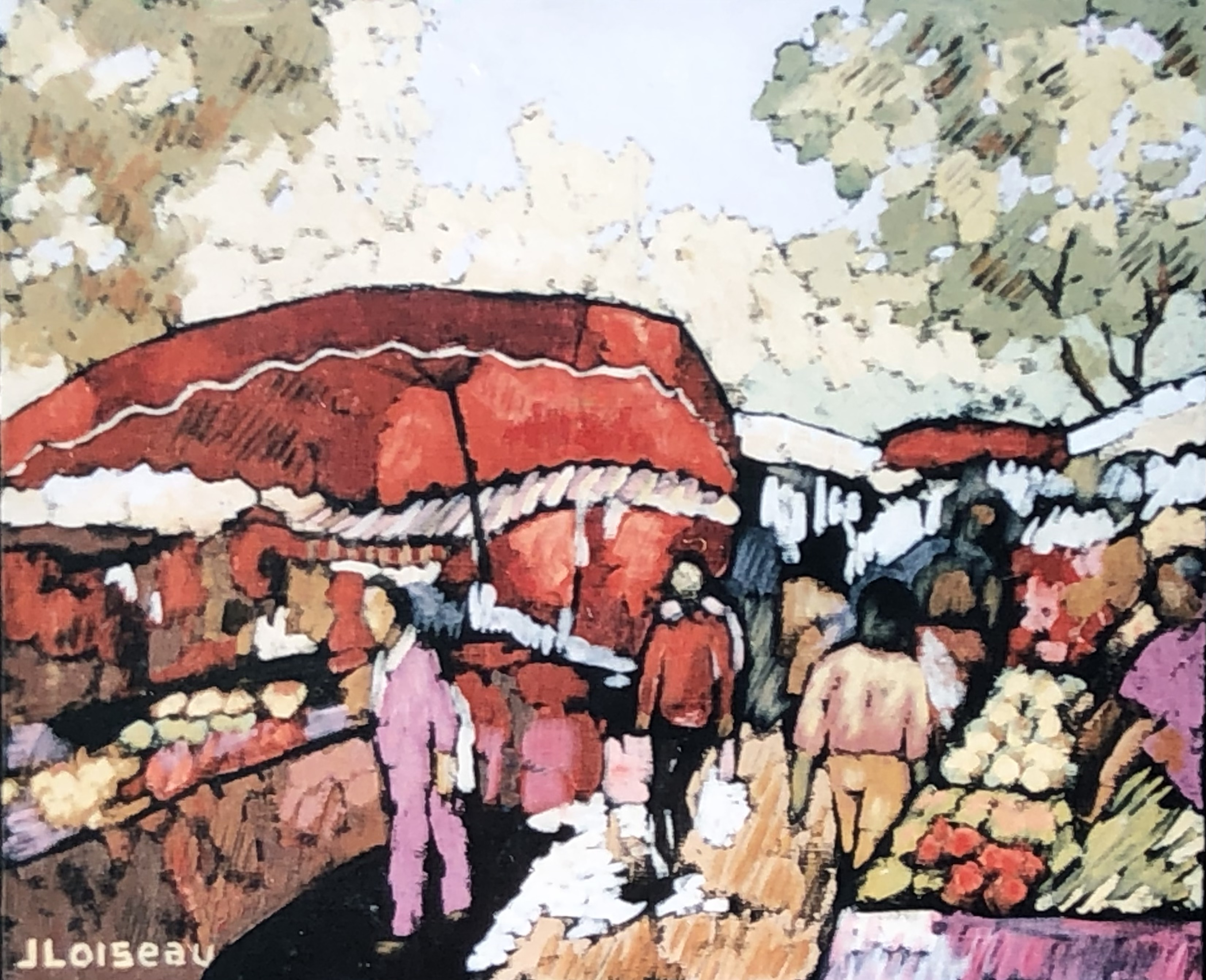
Marché en Provence (1995). (54 × 65 cm)
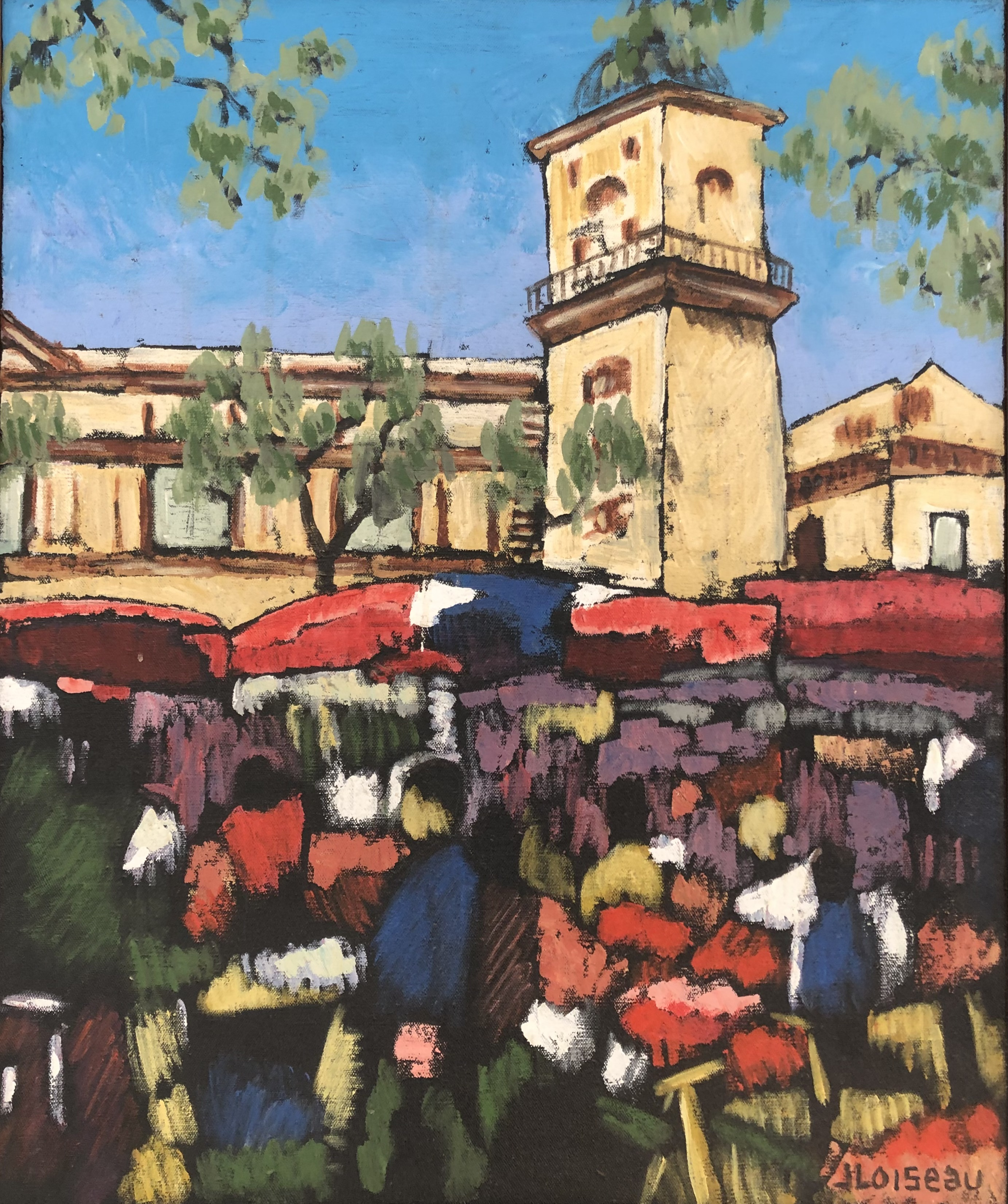
Le Marché aux Herbes (1996). (65 × 54 cm)
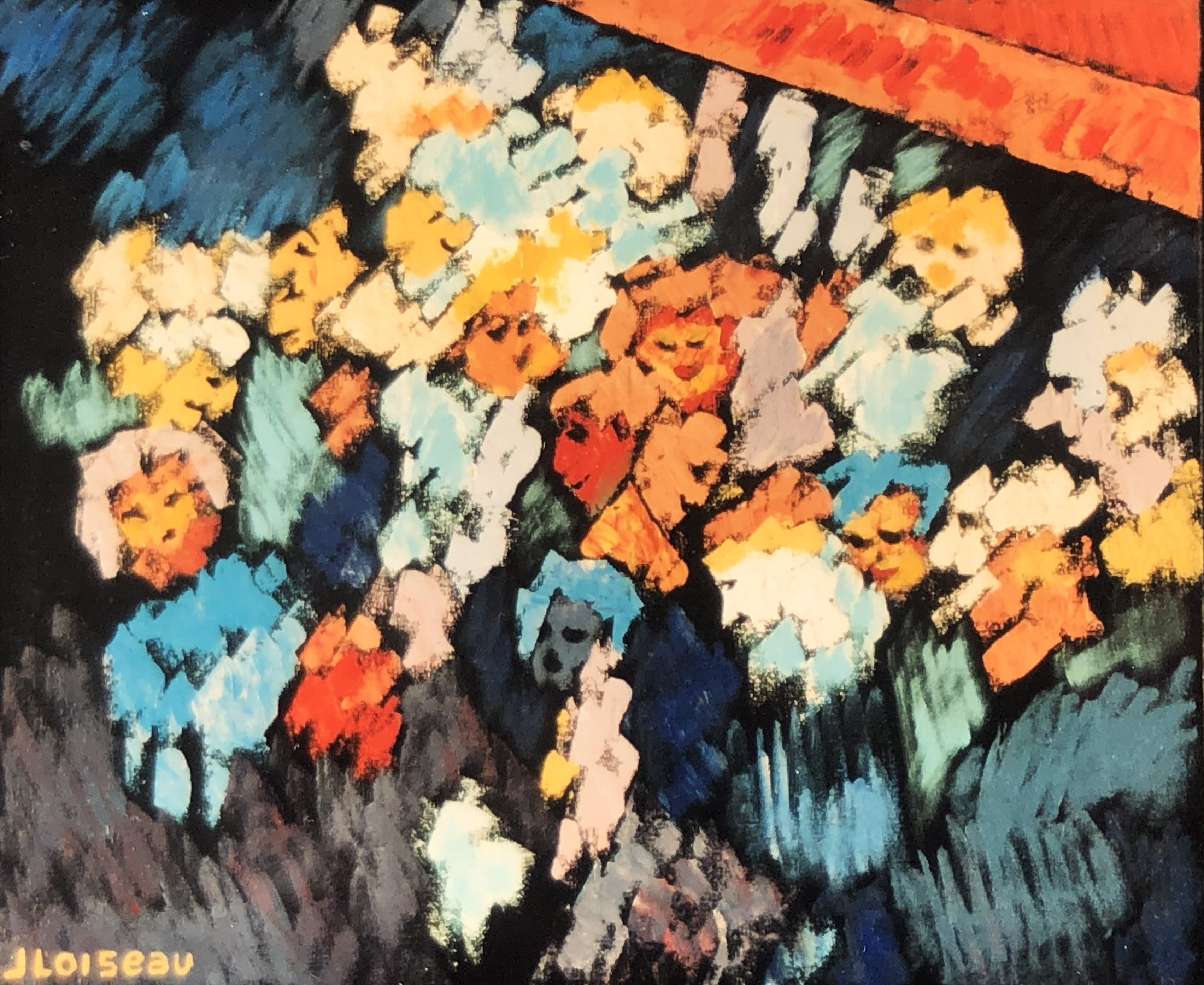
Minuit devant Sénéquier (1996). (54 × 65 cm)

### Théâtre et Sculpture
Il veut représenter des objets d'arts, des sculptures, pour percer le mur entre le réel et l'imaginaire.

Théatre et Sculptures
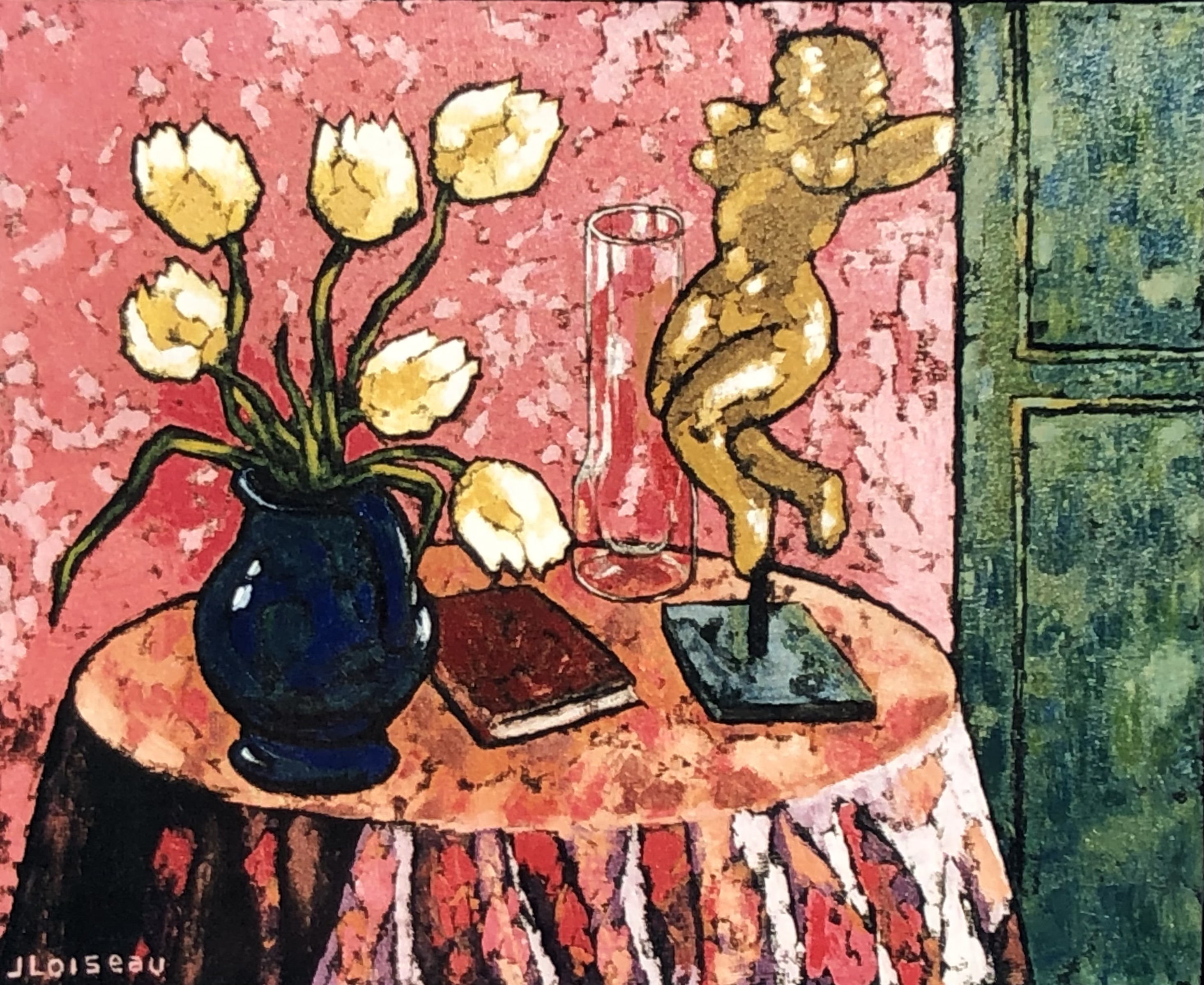
Le vase bleu (1993). (60 × 73 cm)
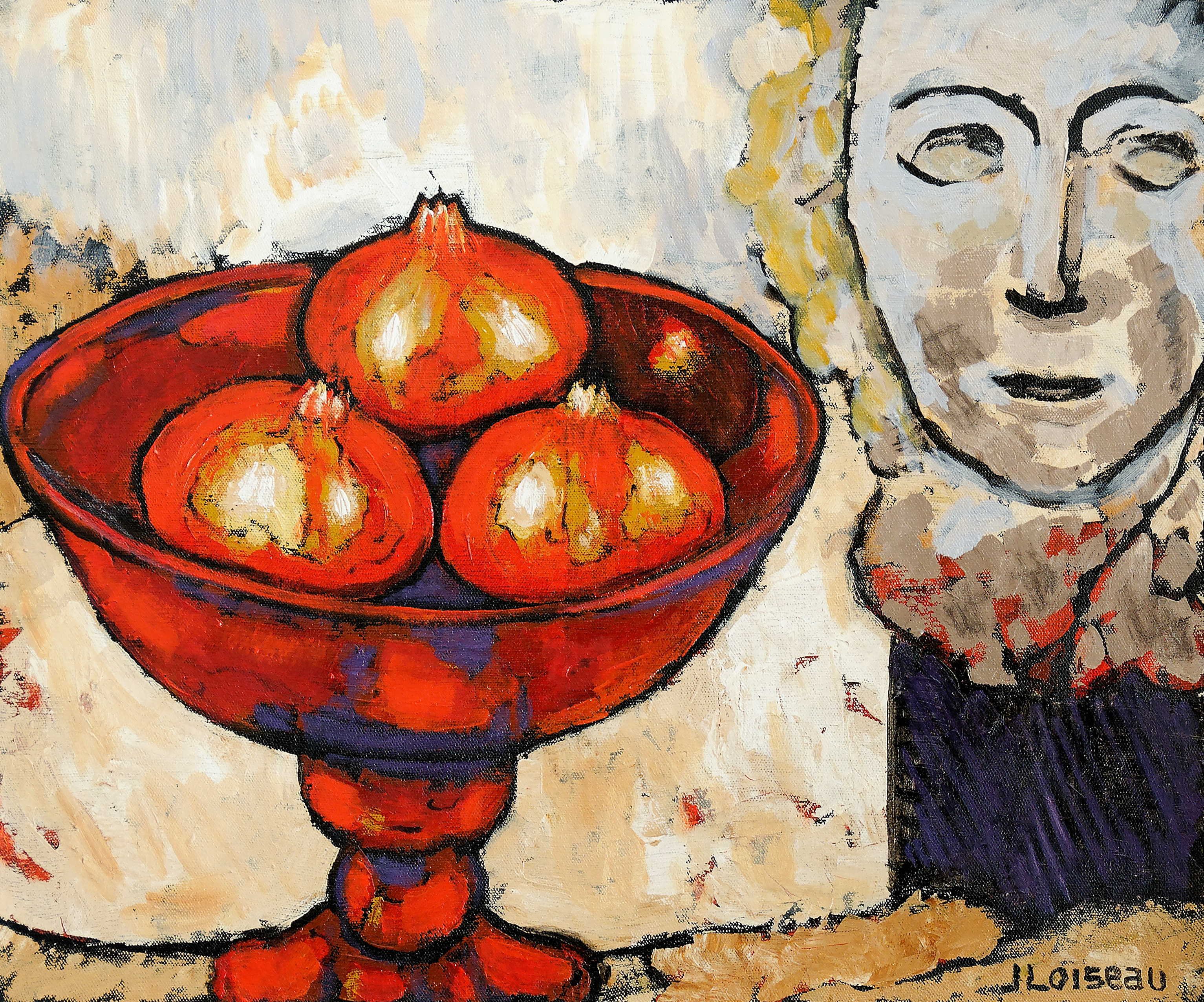
La coupe rouge (1994). (46 × 55 cm)
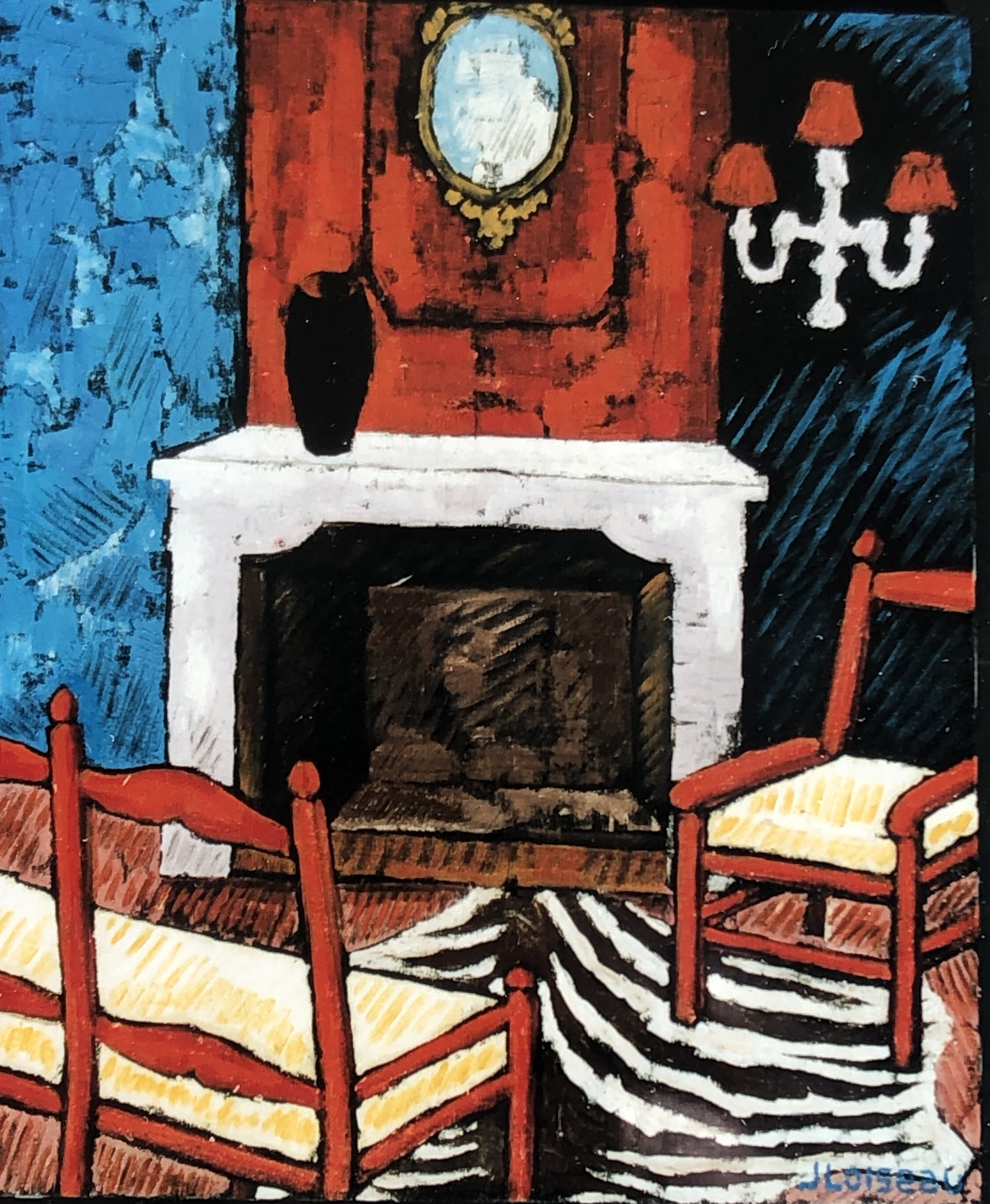
Hommage à Roger Chapelain-Midy (1995). (73 × 60 cm)

### Abstraits
De 1992 à 1994, il produit environ 20 grands tableaux abstraits.

Abstraits
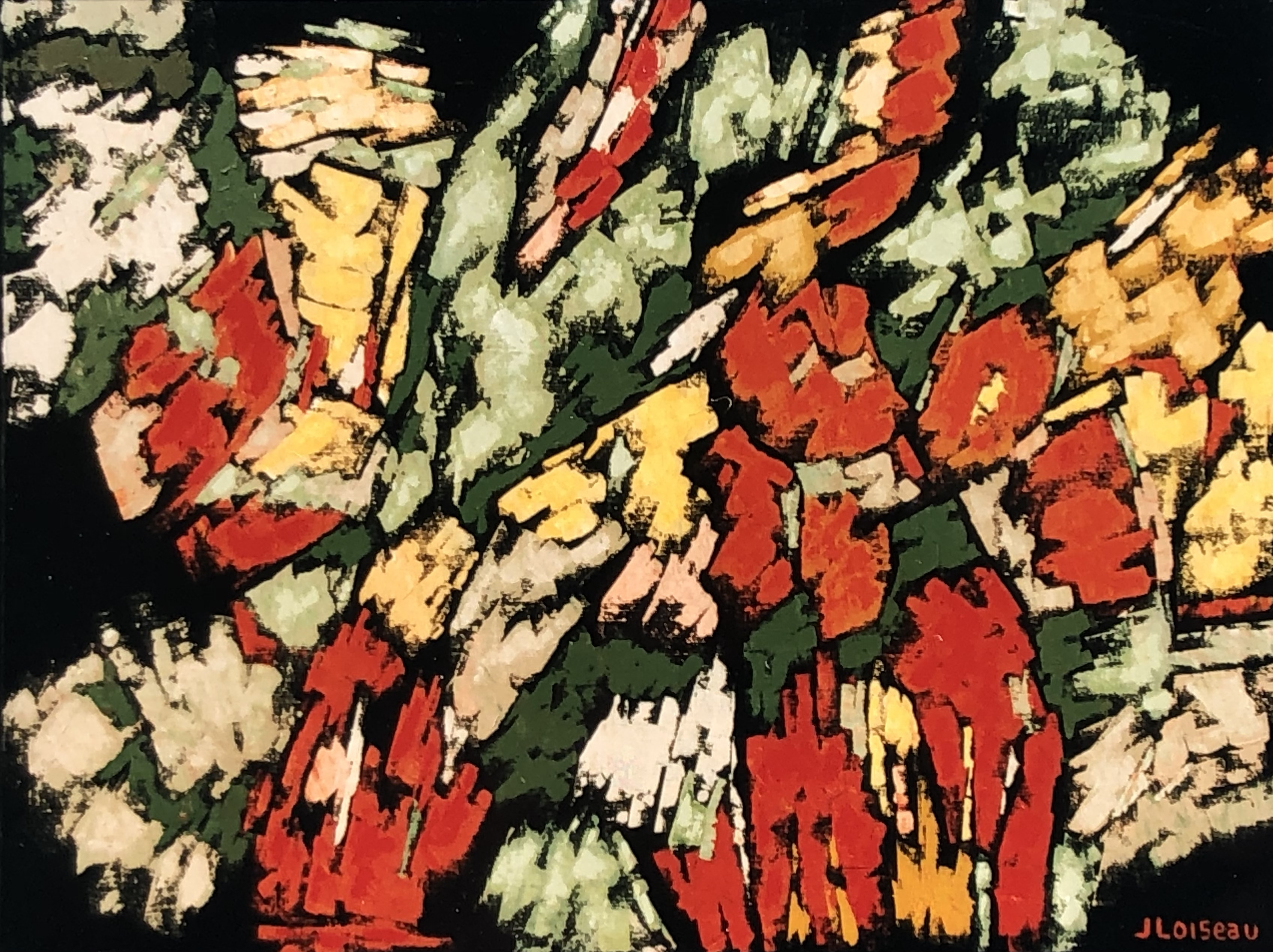
Passion de jeunesse (1994). (73 × 92 cm)

### Scènes de genre
Tout au long de sa période aixoise, il tente de nombreuses scènes de genre où il illustre les thématiques variées dont les gens au travail, le repos bien gagné, les forains, les comédiens, les manadiers et les commerçants, les enfants en train de s'amuser ou de lire et les animaux.

Scènes de genre
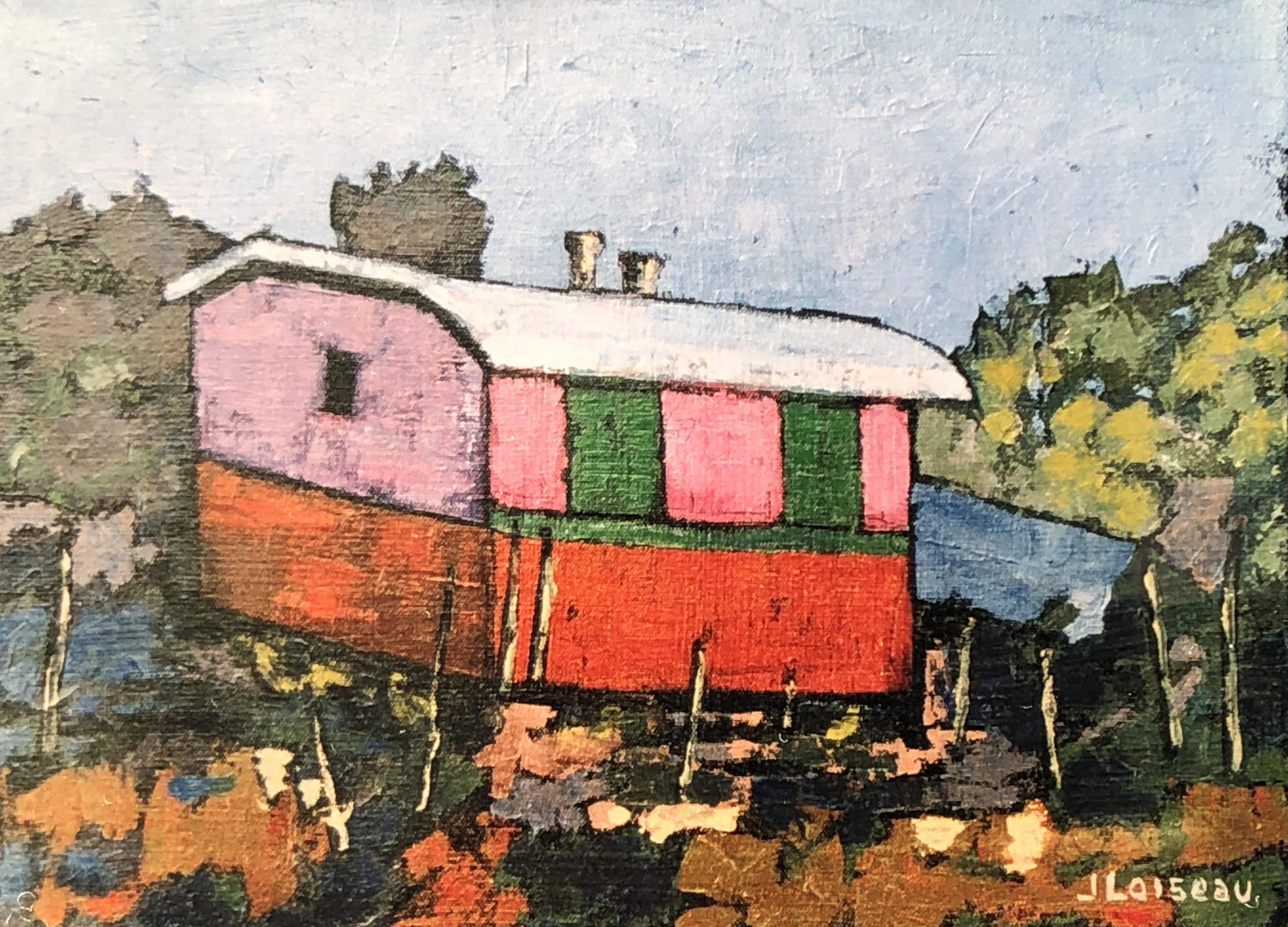
La Roulotte (1993). (33 × 46 cm)
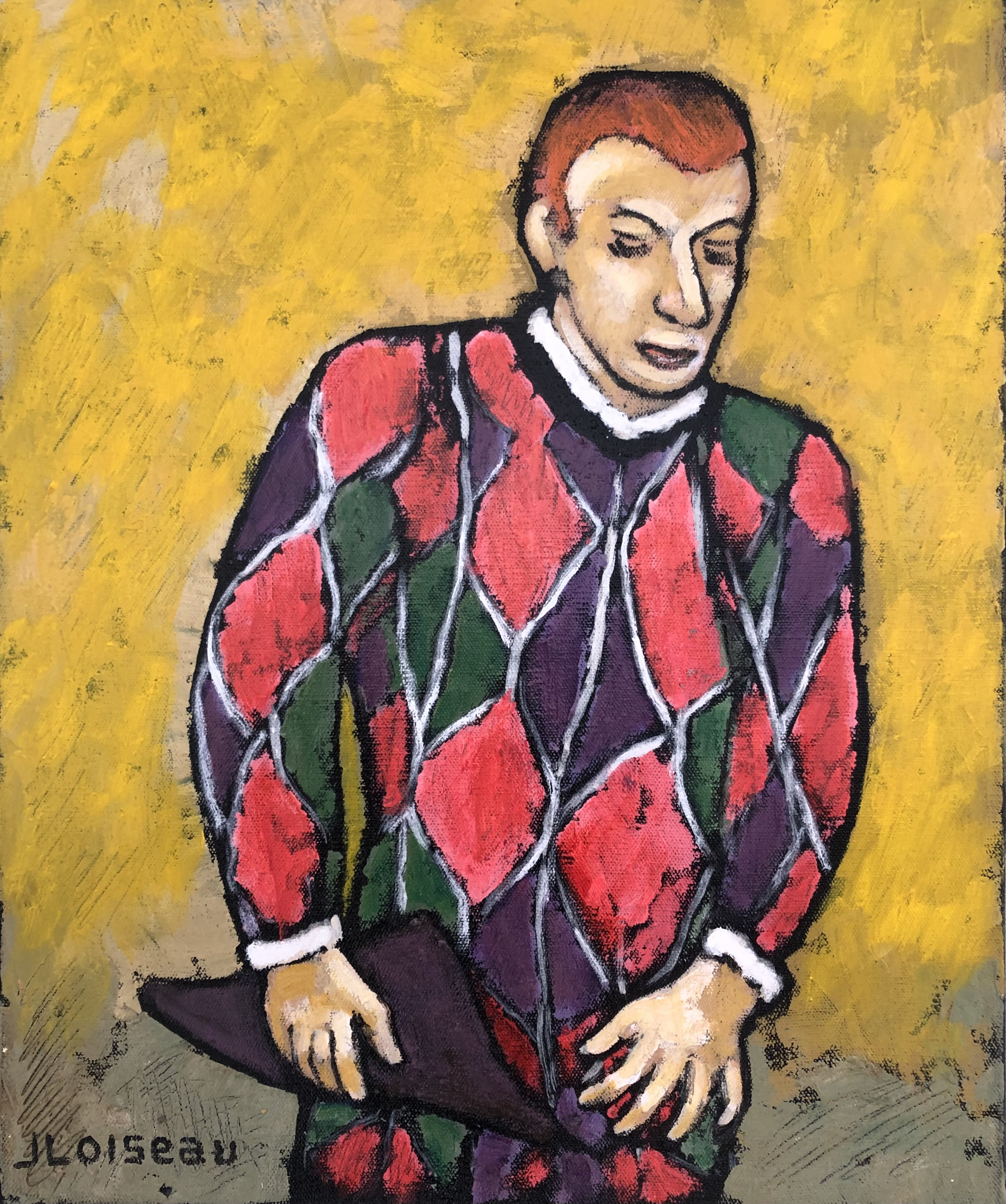
Arlequin saluant (1995). (46 × 38 cm)
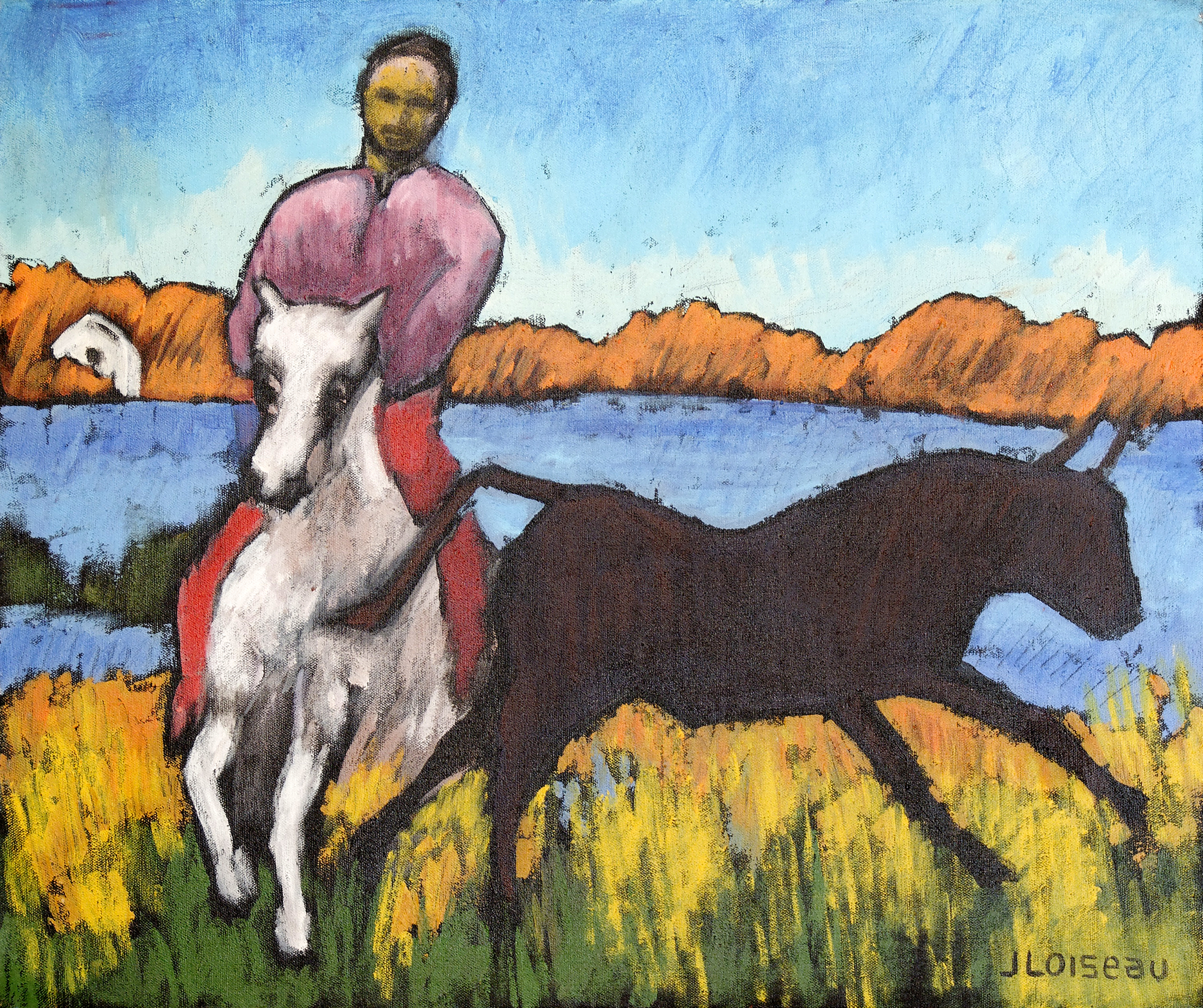
Camargue sauvage (1996). (54 × 65 cm)

### Portraits
Le thème du portrait est présent au début de sa période aixoise, de 1992 à 2000. Le trait n'est pas toujours tendre, il se contraint rarement à la simple ressemblance. En 2002, il réalise son autoportrait.

Portraits
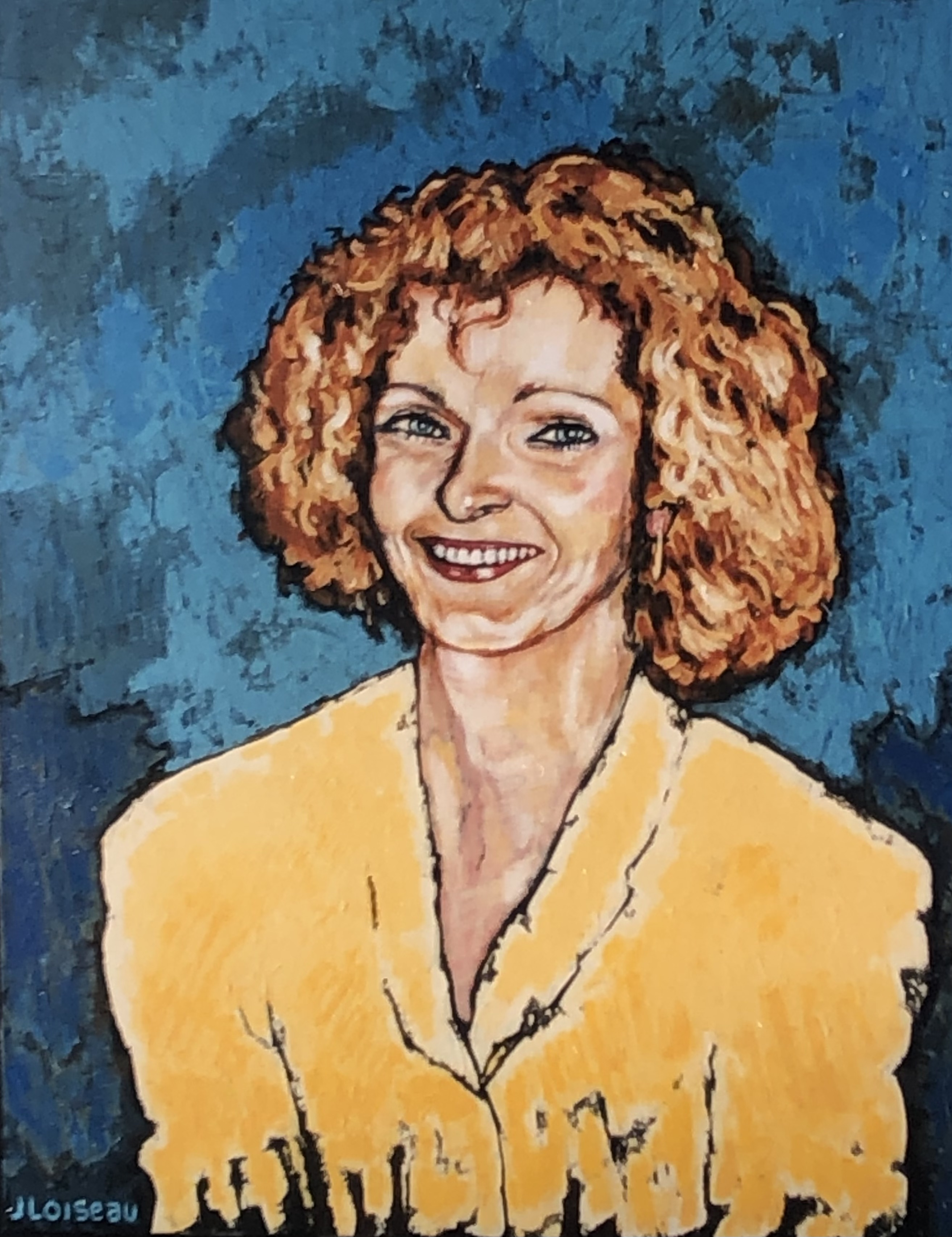
Hélène B. (1995). (81 × 65 cm)